# Ciudad Juárez
Ciudad Juárez (pronunciación: /sju'ðað 'xwa.ɾes/ⓘ), oficialmente Heroica Ciudad Juárez (llamada de 1659 a 1888 El Paso del Norte) (en lipán: Tsé Táhú'ayá) es una ciudad mexicana ubicada en el estado de Chihuahua, siendo la ciudad más poblada del mismo y la cabecera del municipio de Juárez. Se encuentra asentada a orillas del río Bravo en la región noroeste de México. Es una ciudad fronteriza e industrial que junto con El Paso, Texas, conforma la segunda zona metropolitana transnacional más poblada de México y de los Estados Unidos, la cual ronda aproximadamente los 2.5 millones de habitantes, misma que es la novena más grande de México. La ciudad, con una población de 1 501 551 habitantes según el Censo de Población y Vivienda de 2020 del INEGI, es también la sexta más poblada del país.
Cuenta con una economía basada principalmente en la industria maquiladora formada por más de 380 de estas empresas, las cuales están ubicadas estratégicamente en los puentes fronterizos y áreas de acceso rápido, cuentan con inversionistas estadounidenses, y su economía también es basada en la exportación de mercancía. La mayoría de los insumos son provenientes de Estados Unidos y las empresas son filiales estadounidenses que se instalan en México para aprovechar el bajo costo del factor mano de obra. Para no incurrir en costos de fletes y por cuestiones de logística gran parte de estas industrias están instaladas en ciudades a lo largo de la frontera: Matamoros, Reynosa y Nuevo Laredo al este, Ciudad Juárez en el centro; y Nogales, Mexicali y Tijuana al oeste.
Originalmente fue fundada bajo el nombre de Nuestra Señora de Guadalupe de los Indios Mansos del Paso del Río del Norte, recibiendo su actual nombre en 1888 en honor a Benito Juárez, quien se refugiaba en la ciudad durante la segunda intervención francesa. Ciudad Juárez es junto a la ciudad de Chihuahua, una de las ciudades del norte del país con mayor relevancia histórica para la nación; por ejemplo, la ciudad ha sido en más de una ocasión la capital provisional de la República bajo los mandatos de los presidentes Benito Juárez, Francisco I. Madero y Venustiano Carranza, e igualmente, cuartel del General Francisco Villa. Debido a la gran cantidad de empresas maquiladoras que posee, la ciudad es, junto a las ciudades de Monterrey y Tijuana, uno de los tres puntos industriales más importantes del norte de México.
La designación de “Heroica Ciudad Juárez” se hizo por una petición del gobernador del estado de Chihuahua César Duarte Jáquez, la cual fue aprobada en 2011 por el Congreso del Estado de Chihuahua, debido al importante papel que jugó la ciudad en la Revolución mexicana, principalmente durante la Revolución Maderista; e igualmente, siendo aprovechado el centenario de la toma de Ciudad Juárez, para resaltar la gran importancia histórica de la ciudad a nivel nacional e internacional, en atención al incremento de la inseguridad en la urbe y después de ser declarada por 4 años consecutivos (2008 - 2012) como la ciudad más insegura y violenta del mundo, habiendo tocado fondo en 2010. Aún al día de hoy la inseguridad es uno de los principales problemas a los que la ciudad se enfrenta. El carácter de heroica es usado oficialmente en el logotipo del Gobierno Municipal del periodo 2013-2016, a cargo de Enrique Serrano Escobar.

## Historia

### Virreinato
La región donde hoy se ubica Ciudad Juárez fue habitada desde los tardíos 1500, casi 100 años antes del año que se denomina su fundación. La región fungía como puesto de avanzada y barracas para los conquistadores españoles. En 1595, con el permiso del rey Felipe II de España, se iniciaron las exploraciones españolas para colonizar el territorio de Nuevo México, y en 1598 el explorador Juan de Oñate reclamó para el Virreinato de Nueva España la posesión de los territorios más allá del Río Bravo (el río Grande para los estadounidenses) llamando al punto de cruce como Paso del Norte (actualmente lugar en donde se ubican las ciudades fronterizas de El Paso y Ciudad Juárez).
El 8 de diciembre de 1659, el fraile franciscano Fray García de San Francisco fundó lo que hoy es tanto Ciudad Juárez como El Paso, Texas, con el nombre de Misión de Nuestra Señora de Guadalupe de Mansos del Paso del Río del Norte, y construyó la misión de Guadalupe, que hoy se encuentra ubicada junto a la Catedral de Ciudad Juárez.
Durante toda la época virreinal, Paso del Norte fue el principal centro de colonización española hacia el territorio de Nuevo México, por constituir un paso obligado por el llamado Camino Real de Tierra Adentro actualmente declarado patrimonio de la humanidad, que unía al centro de México con la ciudad de Santa Fe, además era uno de los pocos puntos en que se podía cruzar el entonces muy caudaloso Río Bravo (que recibió este nombre debido a sus fuertes avenidas), además en su entorno no existieron tribus belicosas que resistieran en demasía el gobierno español, sus pobladores originales fueron los indios mansos que fueron así nombrados por los españoles debido a su docilidad y otros grupos como los sumas tampoco ofrecieron gran resistencia, convirtiéndolo en un punto muy seguro. Debido a ello, durante la rebelión de los indios pueblo en Nuevo México, gran parte de la población española y mestiza de esa región y su gobierno se refugiaron en el Paso del Norte y desde ahí se reorganizó la reconquista militar y la recuperación del territorio.
A la par con su situación política, Paso del Norte fue también un importante centro religioso desde el cual se establecieron numerosas misiones en Nuevo México lideradas por sacerdotes franciscanos encargados de la evangelización de esta zona, convirtiéndose en el segundo centro evangelizador en importancia solo tras Santa Fe. Esto conllevó a conflictos entre las diferentes autoridades eclesiásticas pues los franciscanos no aceptaban fácilmente la autoridad del clero secular en sus asuntos, todo el territorio que es hoy los estados de Chihuahua y Nuevo México eran parte de la entonces diócesis de Durango, con cuyo obispo mantenían una mala relación los franciscanos y se oponían a sus visitas, aunque finalmente se vieron obligados a recibir la visita del obispo Benito Crespo y Monroy en 1725.

### Independencia
Como en el resto de lo que conocemos hoy son los estados de Chihuahua y Nuevo México el movimiento de independencia que había estallado en el Bajío tuvo pocas o nulas repercusiones en la zona, aun en 1811 cuando Miguel Hidalgo y los principales caudillos del movimiento fueron fusilados en la hoy capital del estado; al triunfo del movimiento independentista en 1821 liderado por Vicente Guerrero y Agustín de Iturbide toda la provincia se unió a él y al consolidarse la república federal en 1824 y ser constituido el 6 de julio del mismo año el nuevo estado de Chihuahua, Paso del Norte fue incluido en él.
La primera constitución del estado de Chihuahua fue promulgada el 9 de diciembre de 1826 y el 5 de enero de 1826 Paso del Norte quedó constituida como cabecera de uno de los 11 partidos en que se dividió al estado. Durante todas las primeras décadas de vida independiente la villa de El Paso se dedicó fundamentalmente al intercambio comercial con Nuevo México y fue famosa por el cultivo que en su entorno se daba de vid, cuya abundancia fue uno de los principales motivos de desarrollo de la zona. En 1836, con el cambio del régimen federal por el centralista, el Paso del Norte dejó de ser cabecera de partido para serlo de Distrito, uno de los tres en que se dividió el ahora llamado Departamento de Chihuahua.

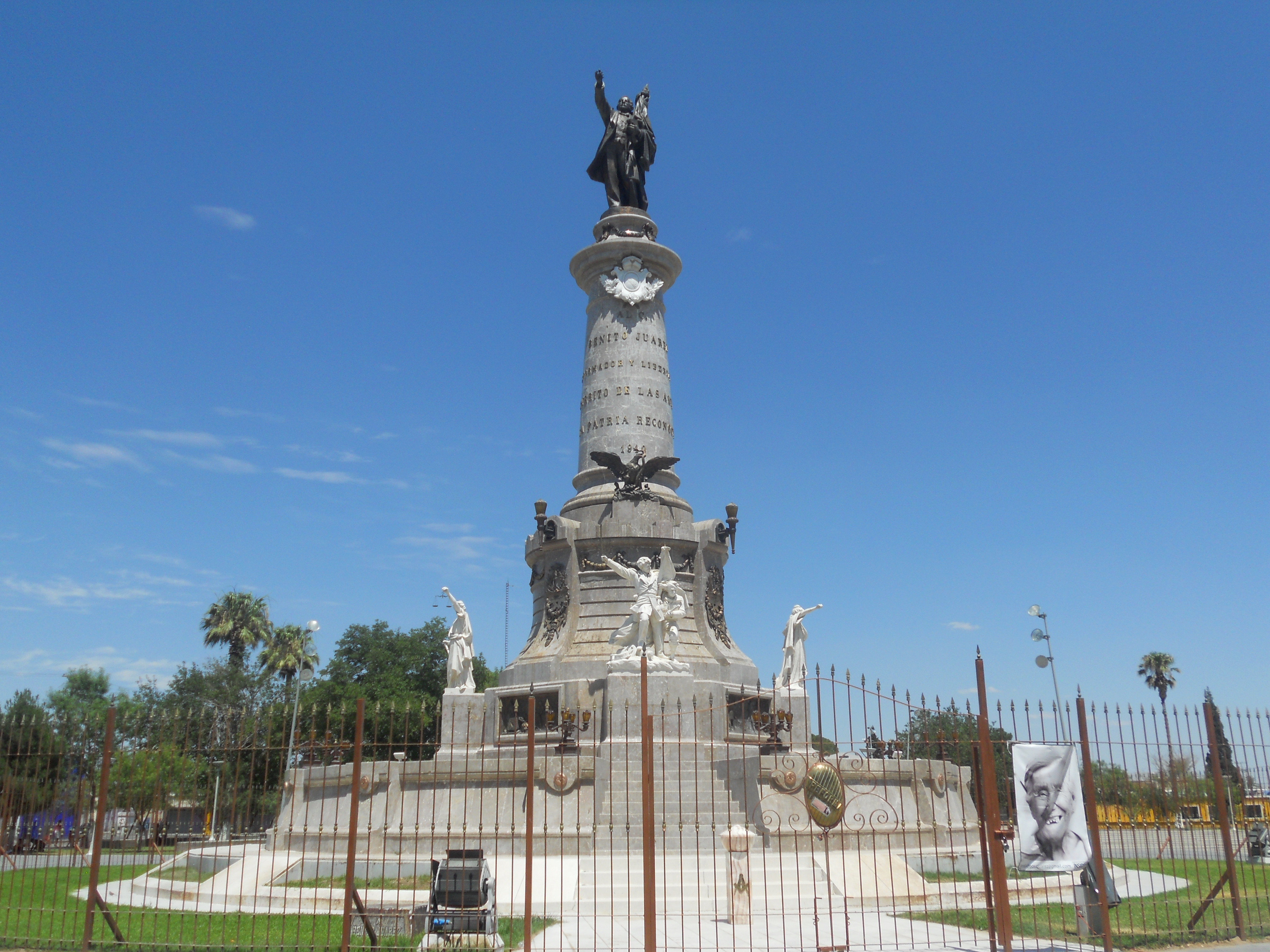
Monumento a Benito Juárez, localizado en el centro de la ciudad.

En 1846 estalló la Guerra entre Estados Unidos y México, que se venía gestando desde 1836 con la separación de la República de Texas de México y los conflictos territoriales que esto generó, pues los texanos reclamaban como línea fronteriza el río Bravo. Paso del Norte fue uno de los primeros objetivos del ejército estadounidense. Una columna del ejército al mando del general Alexander William Doniphan ocupó la ciudad de Santa Fe y se hizo con el control de Nuevo México y desde ahí avanzó hacia la villa de El Paso, las tropas mexicanas presentaron batalla unos kilómetros al norte, en la batalla de Temascalitos, al mando de Antonio Ponce de León y formadas por unos 600 hombres procedentes de la Guardia Nacional y de las compañías presidiales que combatían a los apaches, resultaron derrotadas. En consecuencia, el Paso del Norte fue ocupado por las fuerzas estadounidenses en diciembre de 1846.
El 2 de febrero de 1848 se firmó el Tratado de Guadalupe Hidalgo por el cual México cedió a Estados Unidos más de dos millones de kilómetros cuadrados de grandes masas de terreno de los entonces territorios de Alta California, Nuevo México y Texas. El río Bravo quedó como límite de las dos naciones y se convirtió al Paso del Norte en una población fronteriza, la margen norte del río se convirtió en territorio estadounidense y constituyó la población de Franklin, Texas, que posteriormente se convertiría en la actual ciudad de El Paso. A pesar de ello el ejército estadounidense permaneció varios meses en territorio mexicano y fue hasta el 2 de agosto de 1848 cuando finalmente cruzaron el río Bravo en dirección a Franklin, desocupando Paso del Norte.
En 1853 ocurrió un nuevo ajuste fronterizo al venderse a Estados Unidos el territorio de La Mesilla, con lo cual la nueva línea fronteriza después del río Bravo comenzaba justamente en Paso del Norte, reforzando su condición de población fronteriza.
El crecimiento del norte de México se vio favorecido en gran medida por los avances en las comunicaciones y el transporte. La construcción del ferrocarril en 1884 mejoró la comunicación de Paso del Norte con el resto del país; sin embargo, esta comunicación era sólo de norte a sur, mientras que El Paso estaba conectado con puntos importantes del este y oeste del país, lo que le permitió convertirse en una especie de "satélite económico" o "metrópolis internacional". En ambos lados de la frontera, esto tuvo varias consecuencias. Por ejemplo, la emigración es un problema en Paso del Norte debido a la falta de perspectivas laborales y el alto costo de vida, mientras que el comercio está en desorden debido a la intensa competencia en el otro lado del río. Gracias al nuevo ajuste fronterizo, Paso del Norte se empezó a convertir en la nueva y más grande "zona libre" de México.
En Tamaulipas ha existido una zona libre desde 1858, lo que ha ayudado a los residentes fronterizos a obtener artículos más baratos del lado mexicano, pero esta estrategia ha perjudicado a los comerciantes del centro del país. Sin embargo, con el ajuste fronterizo, la instalación del ferrocarril y la importancia que le dio a la franja fronteriza con los Estados Unidos, así como una solicitud al gobierno federal para ayudar a la economía local, se otorgó en 1885 la franquicia de zona franca a Paso del Norte, que actuó como catalizador para crecimiento. Cuando se urbanizó Villa Paso del Norte, tomó la apariencia de una ciudad. La llamada calle del Comercio, hoy avenida 16 de Septiembre, es un ejemplo.
Las dificultades políticas de México continuaron entonces con el enfrentamiento entre liberales y conservadores que desembocarían en la Segunda Intervención Francesa en México y el establecimiento del Segundo Imperio Mexicano, como consecuencia de la invasión francesa, el presidente Benito Juárez se vio obligado a trasladar el gobierno hacia el norte del país, y el 6 de agosto de 1865 arribó al Paso del Norte, último punto del territorio nacional donde se establecería, esto último tras la ocupación francesa de la ciudad de Chihuahua, donde residía desde el 12 de octubre de 1864, Juárez retornó a Chihuahua el 20 de noviembre de 1865 al ser desocupada por las fuerzas francesas, pero en diciembre del mismo año retornó a Paso del Norte pues los franceses re ocuparon la ciudad de Chihuahua; permaneció nuevamente en Paso del Norte hasta el 17 de junio de 1866 cuando regresó definitivamente a Chihuahua y posteriormente al centro del país. Fue en esta época cuando ocurrió una de las principales avenidas de agua por el río Bravo y que causó un importante cambio en su curso, dejando en su margen izquierda, es decir la estadounidense, una importante zona propiedad de México y que sería conocida como el Chamizal, las reclamaciones mexicanas sobre este territorio se extenderían casi un siglo, hasta que fuera definitivamente devuelta en 1963. Los cambios de curso del río Bravo fueron continuos durante estos años, cambiando continuamente de margen pequeños pueblos cercanos como Ysleta o San Elizario.

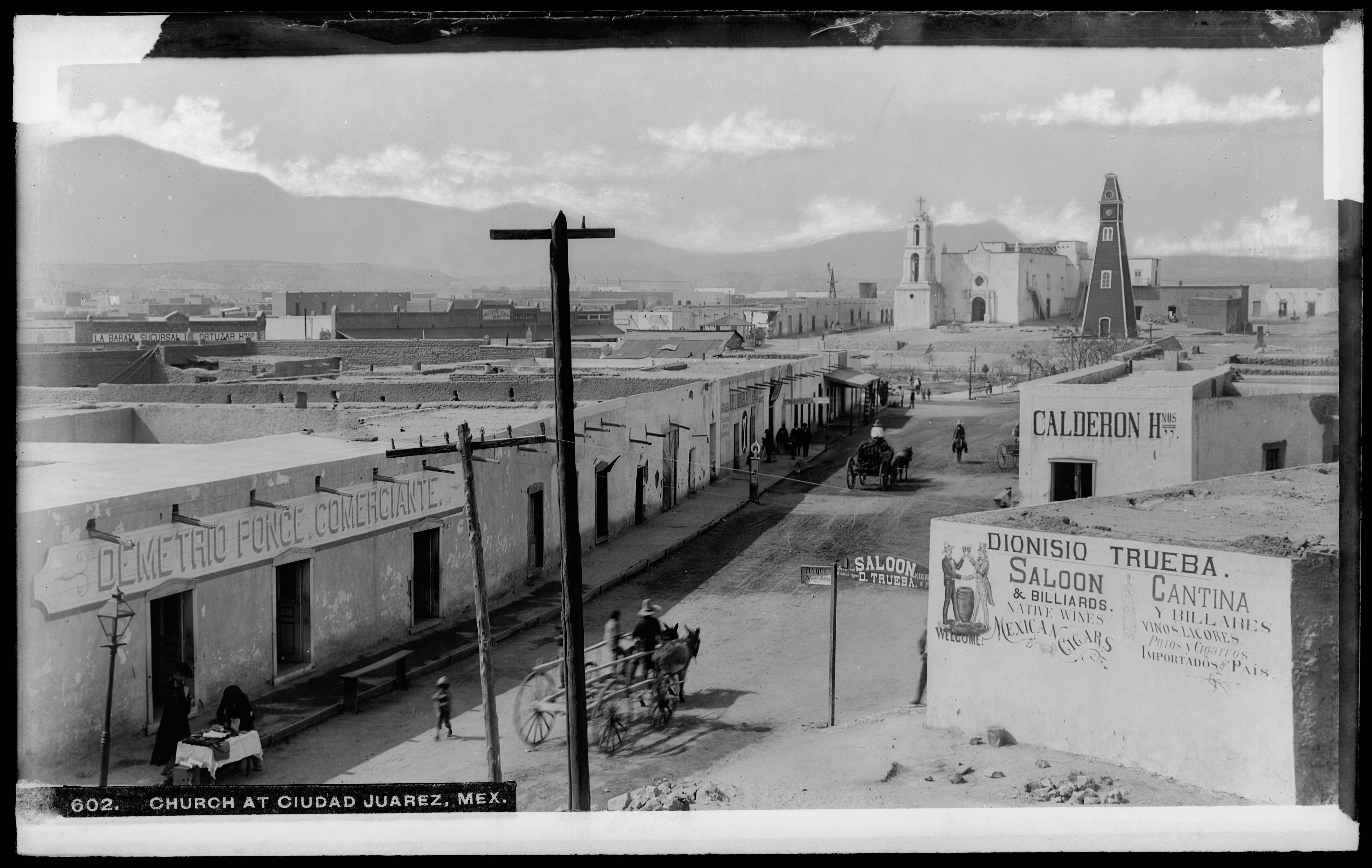
Ciudad Juárez a principios del. Calle del Comercio, (actualmente Av. 16 de Septiembre).

El gobierno del estado de Chihuahua consideró oportuno otorgarle el título de ciudad en reconocimiento a sus logros. Como resultado, el 30 de julio de 1888 se emitió un decreto cambiando el nombre de Villa Paso del Norte a Ciudad Juárez, el cual entró en vigencia el 16 de septiembre de 1888. Ciudad Juárez comenzó a beneficiarse de servicios públicos como alumbrado público, electrificación, drenaje, y el desarrollo y pavimentación de vías principales. Sin embargo, la oposición nacional y extranjera a la rivalidad comercial "desleal" de la zona franca no se hizo esperar y el gobierno mexicano se vio obligado a modificar el estatuto de la zona franca en 1891. A esto hay que sumar la devaluación mundial de la plata y la escasez de agua, que generaron una severa crisis económica en la ciudad, provocando la huida de un número significativo de trabajadores a Estados Unidos. Como resultado del colapso de las actividades comerciales y de la población, Ciudad Juárez se centró en el turismo como actividad económica a principios del siglo XX, promoviendo particularmente las "desviaciones", con lo que comenzó "el momento del escándalo".

### Revolución

Mujeres revolucionarias listas para recibir al General Antonio Rábago rodeando a Lázaro Gutiérrez de Lara en 1911

A principios del siglo XX, la región se volvió escenario de una intensa movilización por parte de grupos revolucionarios exiliados en El Paso. En 1906 el Partido Liberal Mexicano tenía planeado iniciar una revolución social para derrocar la dictadura de Porfirio Díaz el día 16 de septiembre, la señal para que al menos de 44 grupos distribuidos en todo el país se levantaran en armas, era el ataque a Ciudad Juárez; sin embargo, la conspiración fue descubierta y pospuesta. El 19 de octubre miembros del PLM provenientes de El Paso incursionaron en Juárez, pero de inmediato fueron detenidos.
En 1909 se efectuó la entrevista entre los presidentes William Howard Taft de Estados Unidos y Porfirio Díaz de México.
Fuerzas encabezadas por Francisco I. Madero tomaron Ciudad Juárez el 10 de mayo de 1911, y este hecho marcó el fin de la dictadura de Porfirio Díaz que se formaliza con la firma de los Tratados de Ciudad Juárez el 21 de mayo.
La disputa del Chamizal fue un litigio fronterizo sobre aproximadamente 2.4 km² en la frontera México-Estados Unidos, entre El Paso, Texas y Ciudad Juárez, Chihuahua. Se debió a las diferencias en el curso del Río Bravo, según lo analizado en 1852, y el actual canal del río, fue devuelto a México hasta la década de 1960, y fue de los pocos territorios devueltos por Estados Unidos a otro país, fue convertido en un parque público federal.

### Actualidad
En años recientes, la ciudad se ha visto sacudida por una espiral de violencia causada, en gran parte, por el narcotráfico, muy activo en la frontera con los Estados Unidos. En los años 1990 y 2000, la opinión pública se vio conmovida por una ola de asesinatos de mujeres, en su mayor parte jóvenes pobres de diferentes puntos de México que viajaron a Ciudad Juárez en busca de trabajo y oportunidades. De acuerdo con las estadísticas del INEGI (2004), en Chihuahua se cometieron 2.387 feminicidios por cada 100.000 mujeres. La mayoría de estos asesinatos no son aclarados. Por otra parte, en el crimen organizado se ha desatado una encarnizada lucha entre bandas rivales y la policía, con el resultado de que Ciudad Juárez se ha convertido en una de las ciudades más violentas de México.
Estos y otros antecedentes han llevado a que anteriormente sea considerada como la quinta ciudad más violenta del mundo.
El 17 de febrero de 2010 el INEGI (Instituto Nacional de Estadística y Geografía) informó que, según sus análisis, desde el inicio de la ola de violencia en 2008, han abandonado la ciudad cerca de medio millón de habitantes.

## Política

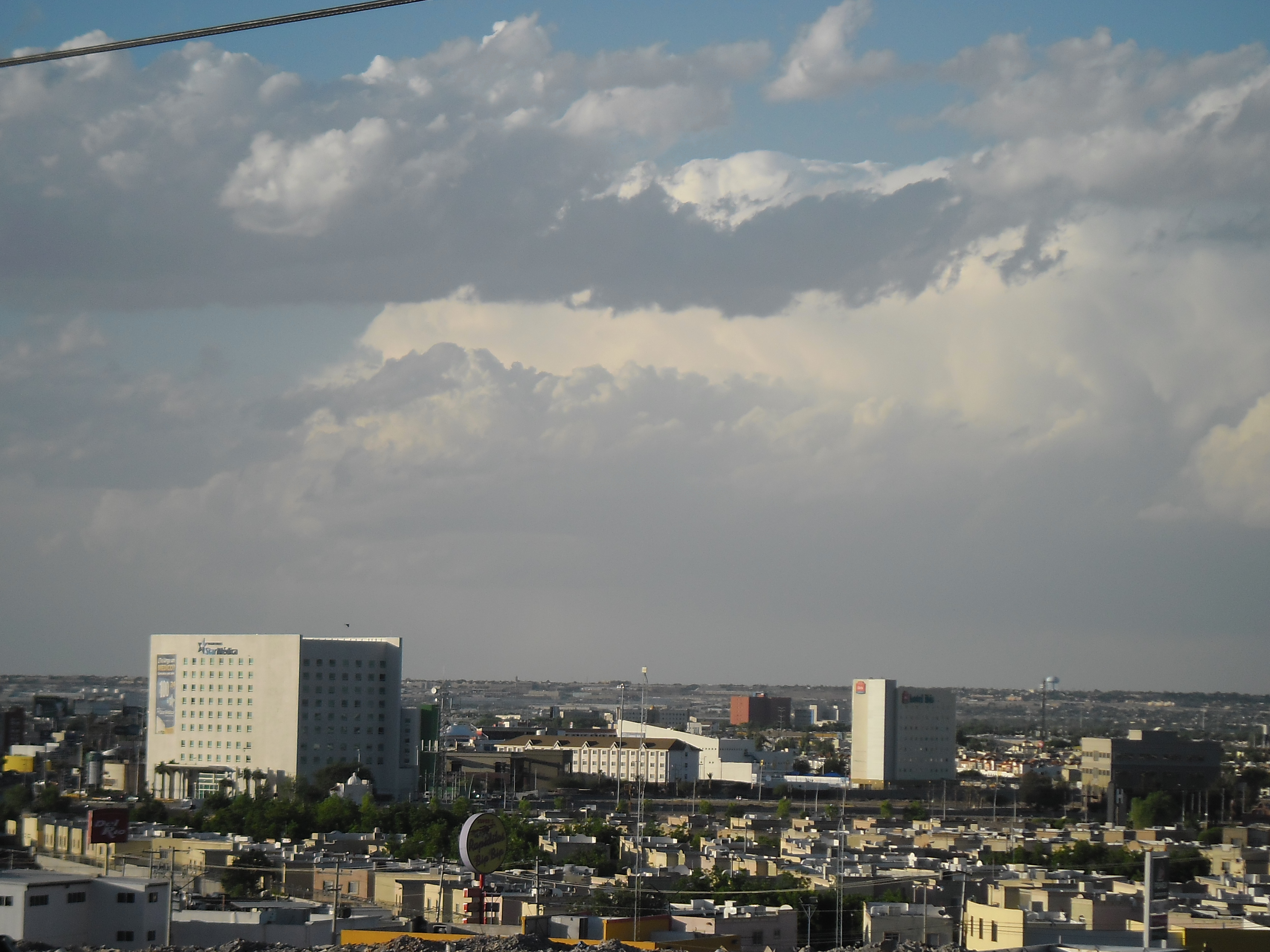
Panorama de la Zona Dorada

Ciudad Juárez es la cabecera del Municipio de Juárez, uno de los 67 municipios que integran el estado de Chihuahua, el gobierno del municipio le corresponde al ayuntamiento, que se encuentra compuesto por el presidente municipal, figura equivalente al de alcalde, y el cabildo conformado por los regidores. El ayuntamiento es electo por un periodo de tres años que no son reelegibles para el periodo inmediato pero si de forma no continua. La sede del Ayuntamiento se encuentra en la "Unidad Administrativa Lic. Benito Juárez", localizada en el centro de la ciudad junto al Puente Internacional Paso del Norte.
Ciudad Juárez es cabecera de un total de ocho distritos electorales locales de los 22 en que se encuentra dividido el estado de Chihuahua para la elección de diputados al Congreso de Chihuahua, para la legislatura electa para el periodo de 2007 a 2010, siete de estos distritos fueron ganados por el Partido Revolucionario Institucional y uno por el Partido Acción Nacional. Para la representación federal, Ciudad Juárez es cabecera de cuatro distritos electorales federales, de éstos, el I incluye un sector de la zona urbano pero además un amplio territorio del norte del estado, mientras que los distritos II, III y IV están formados únicamente por zonas urbanas; en las elecciones de diputados para el periodo 2009 a 2012 los distritos I, II y IV fueron ganados por el Partido Revolucionario Institucional y el III por el Partido Acción
Nacional.
Para efectos de la administración estatal, el gobernador del estado nombra a un representante del gobierno estatal en Ciudad Juárez, que encabeza las funciones del gobierno del estado en dicha ciudad con la intención de dar mayor coordinación a sus acciones debido a la gran concentración poblacional de la ciudad.

## Geografía

### Ubicación y entorno geográfico
Ciudad Juárez se encuentra localizada en las coordenadas geográficas 31°44′22″N 106°29′13″O / 31.73944, -106.48694 y a una altitud de 1140 m s. n. m. (metros sobre el nivel del mar), se encuentra en el punto donde la frontera entre Estados Unidos y México deja de ser señalada por el río Bravo y pasa a ser una línea geodésica en sentido este-oeste y en un amplio valle formado por este mismo río entre dos cadenas montañosas, al norte, actualmente en Estados Unidos, las Montañas Franklin que alcanzan 2192 m s. n. m. y al sur la Sierra de Juárez que forma en gran parte el límite oeste de la zona urbana, en la Sierra de Juárez se localiza el Cerro Bola, elevación de formación característica de la zona, que alcanza aproximadamente 1800 m s. n. m.
Ciudad Juárez se localiza en medio del desierto de Chihuahua, considerado el desierto más extenso de América del Norte. A aproximadamente 50 kilómetros al sur de la ciudad se localizan los médanos de Samalayuca, área natural protegida, caracterizada por sus grandes dunas de fina arena.
Este entorno caracteriza a Ciudad Juárez por su clima extremoso y sobre todo por los fuertes vientos que registra, que unidos a la cercanía del desierto, generan frecuentemente polvaredas en la ciudad.
La ciudad se localiza a 362 kilómetros al norte de la ciudad de Chihuahua y a unos 1793 kilómetros al norte de la Ciudad de México tomando la Carretera Federal 45.

## Clima

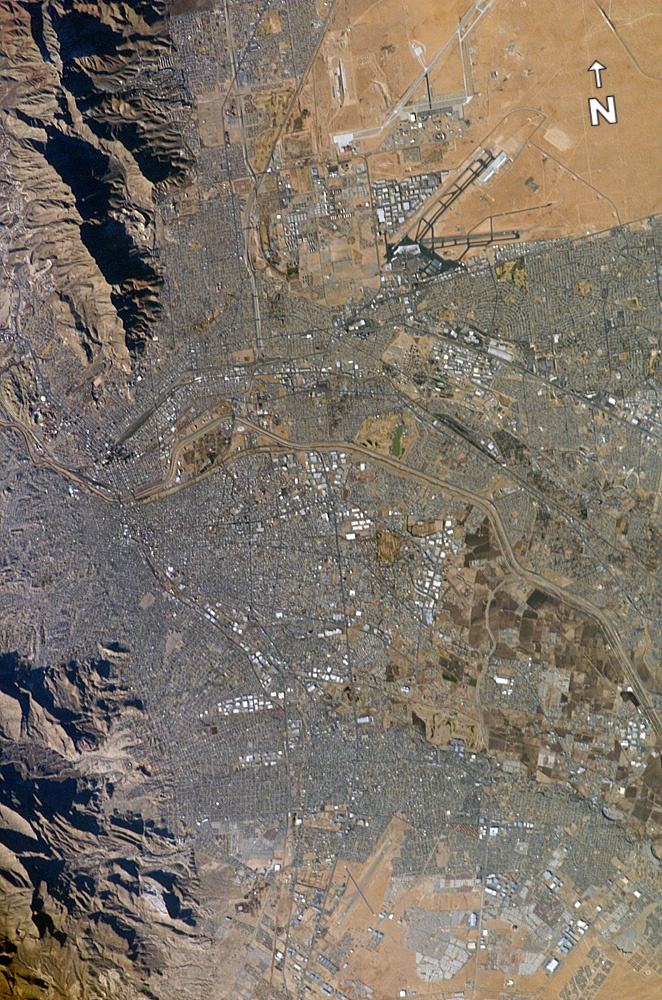
Imagen satelital de Ciudad Juárez y El Paso. Se puede apreciar claramente la mancha urbana de las dos ciudades.

El clima de Ciudad Juárez es desértico, y las temperaturas varían mucho de una estación a otra. Por ello, Juárez es considerada la metrópoli mexicana con el clima más extremo de la nación, debido a que en primavera se registran fuertes vientos con rachas que rozan los 100 km/h, las cuales generan desde tolvaneras hasta tormentas de arena con visibilidad nula; en verano se registran temperaturas muy altas que superan los 40 °C acompañados de periodos con humedad relativa muy baja, y a su vez, periodos del monzón de verano en donde se registran lluvias torrenciales de muy poca duración que generan severas inundaciones; e igualmente, inviernos muy crudos que generalmente son acompañados por nevadas así como la mayoría de los días con temperaturas bajo cero, y periodos en que algunos días ambas temperaturas máximas y mínimas poseen valores negativos. La temperatura promedio anual de la ciudad es de 16,7 °C, con una oscilación térmica de 22,0 °C entre el mes más frío y el más cálido: la media de enero es de 5,3 °C y la de julio es de 27,3 °C.
La temperatura máxima récord desde que se tienen registros ha sido de 46 °C, en junio de 1994, mientras que la mínima récord ha sido de -23 °C, registrada el 12 de enero de 1962.
Primavera y otoño son las estaciones en las que el clima es templado, debido a que son la transición entre los meses fríos a los calurosos y viceversa. Durante estos, las temperaturas se mantienen cálidas durante el día, templadas durante la noche y frescas durante la madrugada; fluctúan entre 27 °C y 10 °C. En estas estaciones generalmente se producen tormentas de arena debido a los fuertes vientos que se registran los cuales suelen alcanzar hasta rachas de 100 km/h. La única variación entre estas dos estaciones es que primavera es la estación seca del año y por lo tanto las precipitaciones son nulas o pocas, mientras que en otoño las precipitaciones se presentan con mayor frecuencia y generalmente con poca intensidad.
Durante el verano, las temperaturas suelen ser extremadamente calurosas, con temperaturas que fluctúan entre los 25 °C Y 35 °C, con periodos en que las temperaturas máximas superan los 40 °C y las mínimas rondan los 27 °C. Esta estación del año es la que más lluvia recibe debido a los periodos del monzón de verano. Las lluvias ocurren mayormente entre julio y septiembre con un promedio de 40-50 mm mensuales, con registros extraordinarios de hasta 150 mm en un año abundante en este sentido.
Durante el invierno, las temperaturas son frescas durante el día y muy frías en las noches, con temperaturas que oscilan a lo largo de la estación entre los 13 °C y −4 °C donde rara vez, superan los 15 °C y descienden de −6 °C, respectivamente; con la presencia de fuertes frentes fríos provenientes del norte del continente, que en ocasiones hacen caer las temperaturas mínimas por debajo de los −7 °C y que las temperaturas máximas durante el día no superen los −1 °C, aproximadamente. Las nevadas son algo frecuentes y ocurren principalmente entre noviembre y febrero. Dependiendo si el año ha sido lo suficientemente húmedo, se registran de dos a cuatro nevadas anuales; si no es el caso solo se llega a presentar una nevada ligera o, de igual manera, no se registra ninguna.

### Registros históricos delsigloXXI
Frío
Año: 2011
En febrero de 2011, una fuerte onda de frío ártico en conjunto con el frente frío número 26 de esa temporada, causó una intensa tormenta invernal (histórica) que cubrió la mayoría de Estados Unidos y parte del norte de México, originando así una gota fría, la cual hizo descender la temperatura a −16.5 °C, con una sensación térmica de −23 °C, el 3 de febrero, rompiendo el récord previo para el mes de −17 °C establecido el 13 de febrero de 1963, e igualmente, siendo esta temperatura la más baja registrada en lo que va del presente siglo. En zonas periféricas la sensación térmica de las temperaturas alcanzaron hasta los −31 °C. La temperatura máxima del 2 de febrero de 2011 fue de −7 °C, y la mínima de −10 °C. Esta histórica tormenta invernal literalmente paralizó las actividades diarias de la zona metropolitana de Juárez-El Paso, ocasionando falta de agua a causa del rompimiento de tuberías generadas por el congelamiento del agua; así como apagones eléctricos, y desabasto de gas, todo esto en conjunto, para aproximadamente el 85 % de la ciudad, además, el imposible tránsito por las calles de la ciudad a causa de su total cristalización, suspensión de labores en todas las instituciones de educación, empresas maquiladoras y diversas dependencias municipales, así como la cancelación de todos los vuelos del aeropuerto, y de igual manera, el cierre de pasos elevados y de puentes internacionales. Igualmente, las temperaturas tan bajas que nunca antes se registraron en el mes de febrero causaron la muerte del 70% de la vegetación no desértica a lo largo de la ciudad, es decir, especies provenientes de otras regiones climáticas no aptas para temperaturas demasiado frías.
Nieve
Año: 2015
A lo largo de la historia reciente, y desde que se comenzó a registrar cada nevada que se ha presentado, Ciudad Juárez ha sido impactada por gran cantidad de intensas nevadas, siendo la más copiosa de la historia la registrada los días 13 y 14 de diciembre del año de 1987, con una acumulación máxima de poco más de medio metro de nieve, es decir, 17.4 pulgadas. La segunda nevada más copiosa y tardía registrada, tuvo lugar los días 4, 5, 6 y 7 de abril de 1983, con una acumulación de 12.5 pulgadas.
Sin embargo, la nevada más intensa que se ha registrado durante el presente siglo es la que se presentó los días 26 y 27 de diciembre de 2015, con una acumulación dentro del área urbana de 8.1 pulgadas (20.57 cm) , y una acumulación de hasta 15.7 pulgadas (40 cm) aproximadamente, en la Sierra de Juárez y áreas periféricas. Dicha tormenta paralizó las actividades diarias, en parte, por el colapso del sistema de transporte público debido a la gran acumulación de nieve y hielo en las calles, carreteras y pasos elevados; de igual modo, por la cancelación de todas las corridas y llegadas de autobuses de procedencia nacional, debido al cierre en su totalidad de todas las carreteras estatales y federales del norte del estado, así como la cancelación de 10 vuelos y el desvío de 2, del aeropuerto internacional. Igualmente, causó graves daños a viviendas, construcciones y escuelas por el gran peso de la nieve sobre los techos, que ocasionó algunos derrumbes. Ante la contingencia, la Secretaría de Gobernación publicó la Declaratoria de Emergencia por nevada severa para 18 municipios del estado, incluyendo a Juárez, y los colindantes Ahumada, Práxedis G. Guerrero y Guadalupe.
Lluvias
Año: 2006

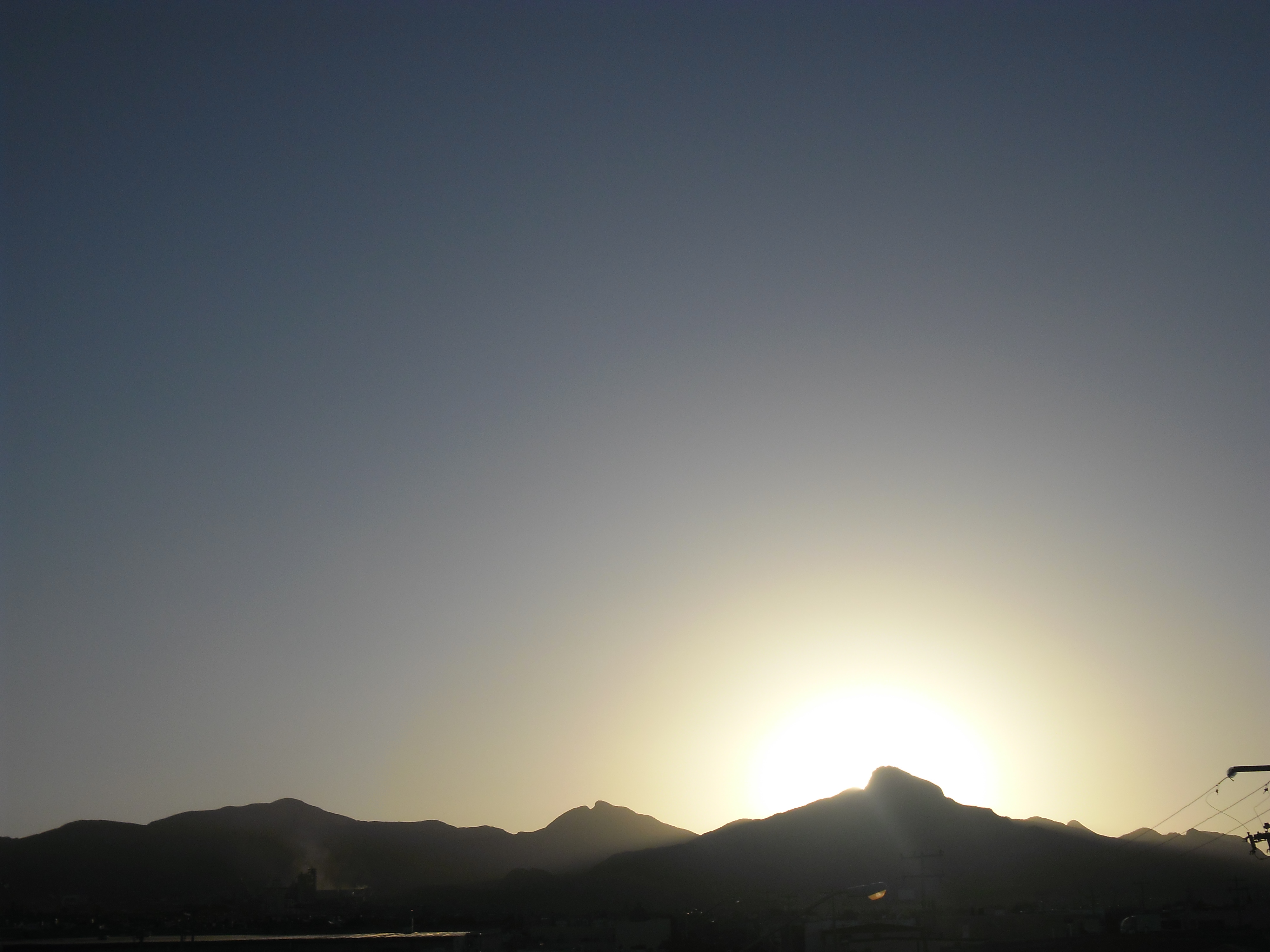
Sierra de Juárez al atardecer

A lo largo de los meses de julio y agosto del año 2006, se registraron una serie de tormentas intensas y algunas trombas durante varias semanas consecutivas. Estos hechos tuvieron severos efectos en la población juarense debido, fundamentalmente, al desbordamiento del Río Bravo en el poniente de la ciudad, mismo que en el resto de la línea fronteriza alcanzó el límite de altura del agua, hecho que no se observaba desde gran cantidad de años atrás; de igual manera, debido al desbordamiento de la mayoría de los diques, arroyos y acequias, así como debido a la enorme cantidad de vialidades completamente inundadas a lo largo de la ciudad. Según diversas fuentes, en su inicio se llegaron a acumular aproximadamente 60 mm en tan solo algunas horas y alrededor de 300 mm en un par de semanas, siendo esta cifra mucho más de lo que la ciudad llega a registrar en un año normal. En algunos puntos de la ciudad, la lluvia provocó que el agua alcanzara más de 2 m de altura, sepultando cientos de viviendas bajo lodo y agua, principalmente en el poniente de la ciudad. Inicialmente, la Secretaría de Gobernación publicó la declaratoria de emergencia por las fuertes lluvias ocurridas del 27 de julio hasta el 3 de agosto. El mismo órgano federal publicó el 2 de agosto la declaratoria de desastre natural para el municipio de Juárez por las lluvias ocurridas el 6 de julio. Las lluvias subsecuentes ocasionaron aún más estragos sobre la población, por lo que fue 
necesario expedir una nueva declaratoria de desastre con fecha del 30 de agosto que incluyó, 
además del municipio de Juárez, a los municipios de Praxedis G. Guerrero y Guadalupe. De acuerdo al Servicio Meteorológico Nacional, en este periodo Juárez se posicionó en algunas ocasiones en el primer lugar de la lista diaria de mayores acumulados pluviales a nivel nacional. Según registros, no se presentaban este tipo de inundaciones desde 1952, aproximadamente. Ante estos hechos, fue necesario implementar el Plan DN-III-E en auxilio a la población. Los daños y efectos totales ocasionados por el fenómeno se estimaron en poco más de 500 millones de pesos.
Fuera del enorme caos urbano, gracias a estas precipitaciones extraordinarias y atípicas, el área desértica que rodea a la ciudad se benefició en gran medida al alimentar los mantos acuíferos subterráneos de la zona que actualmente sufren un notable deterioro. De igual manera, una gran cantidad de lagunas naturales del norte del estado como la Laguna de Guzmán, la Laguna Santa María y la Laguna El Barreal, que generalmente lucen secas, pudieron almacenar gran cantidad de agua hasta llenarse por completo, hecho que no se veía desde gran cantidad de décadas atrás.
| Parámetros climáticos promedio de Ciudad Juárez (CILA - 1135 m s. n. m.) - Normales : 1951-2010 - Extremas : 1951-2011 | Parámetros climáticos promedio de Ciudad Juárez (CILA - 1135 m s. n. m.) - Normales : 1951-2010 - Extremas : 1951-2011 | Parámetros climáticos promedio de Ciudad Juárez (CILA - 1135 m s. n. m.) - Normales : 1951-2010 - Extremas : 1951-2011 | Parámetros climáticos promedio de Ciudad Juárez (CILA - 1135 m s. n. m.) - Normales : 1951-2010 - Extremas : 1951-2011 | Parámetros climáticos promedio de Ciudad Juárez (CILA - 1135 m s. n. m.) - Normales : 1951-2010 - Extremas : 1951-2011 | Parámetros climáticos promedio de Ciudad Juárez (CILA - 1135 m s. n. m.) - Normales : 1951-2010 - Extremas : 1951-2011 | Parámetros climáticos promedio de Ciudad Juárez (CILA - 1135 m s. n. m.) - Normales : 1951-2010 - Extremas : 1951-2011 | Parámetros climáticos promedio de Ciudad Juárez (CILA - 1135 m s. n. m.) - Normales : 1951-2010 - Extremas : 1951-2011 | Parámetros climáticos promedio de Ciudad Juárez (CILA - 1135 m s. n. m.) - Normales : 1951-2010 - Extremas : 1951-2011 | Parámetros climáticos promedio de Ciudad Juárez (CILA - 1135 m s. n. m.) - Normales : 1951-2010 - Extremas : 1951-2011 | Parámetros climáticos promedio de Ciudad Juárez (CILA - 1135 m s. n. m.) - Normales : 1951-2010 - Extremas : 1951-2011 | Parámetros climáticos promedio de Ciudad Juárez (CILA - 1135 m s. n. m.) - Normales : 1951-2010 - Extremas : 1951-2011 | Parámetros climáticos promedio de Ciudad Juárez (CILA - 1135 m s. n. m.) - Normales : 1951-2010 - Extremas : 1951-2011 | Parámetros climáticos promedio de Ciudad Juárez (CILA - 1135 m s. n. m.) - Normales : 1951-2010 - Extremas : 1951-2011 |
| Mes | Ene. | Feb. | Mar. | Abr. | May. | Jun. | Jul. | Ago. | Sep. | Oct. | Nov. | Dic. | Anual |
| --- | --- | --- | --- | --- | --- | --- | --- | --- | --- | --- | --- | --- | --- |
| Temp. máx. abs. (°C)                                                                                                   | 26.0 | 29.5 | 33.0 | 38.0 | 39.0 | 45.0 | 44.0 | 39.0 | 39.0 | 35.0 | 32.0 | 24.5 | 45.0 |
| Temp. máx. media (°C)                                                                                                  | 12.8 | 15.9 | 20.3 | 25.8 | 30.5 | 34.6 | 35.0 | 33.9 | 30.2 | 25.4 | 18.8 | 13.7 | 24.7 |
| Temp. media (°C) | 5.2 | 8.2 | 11.8 | 17.2 | 21.5 | 25.4 | 27.3 | 26.2 | 22.8 | 17.1 | 10.7 | 6.5 | 16.7 |
| Temp. mín. media (°C)                                                                                                  | −2.3 | 0.5 | 3.4 | 8.5 | 12.5 | 16.2 | 19.6 | 18.5 | 15.4 | 8.9 | 2.5 | −0.8 | 8.6 |
| Temp. mín. abs. (°C)                                                                                                   | −23.0 | −18.5 | −13.0 | −5.0 | −1.0 | 5.0 | 13.0 | 10.0 | 5.0 | −4.0 | −17.0 | −21.0 | −23.0 |
| Precipitación total (mm)                                                                                               | 7.7 | 11.5 | 9.9 | 1.1 | 4.9 | 11.0 | 58.3 | 41.1 | 36.4 | 16.4 | 9.3 | 12.8 | 220.4 |
| Nevadas (cm) | 11.2 | 2.3 | 1.3 | 0.4 | 0 | 0 | 0 | 0 | 0 | 0.5 | 0.5 | 7.9 | 24.1 |
| Días de lluvias (≥ 1 mm)                                                                                               | 2.07 | 2.42 | 2.4 | 0.46 | 1.14 | 2.26 | 6.85 | 4.78 | 3.92 | 2.71 | 1.78 | 1.78 | 32.6 |
| Días de nevadas (≥ 0.25 cm)                                                                                            | 1.3 | 0.6 | 0.3 | 0.1 | 0 | 0 | 0 | 0 | 0 | 0.2 | 0.4 | 1.1 | 4 |
| Fuente n.º 1: Servicio Meteorológico Nacional                                                                          | | | | | | | | | | | | | |
| Fuente n.º 2: NOAA (nevadas)                                                                                           | | | | | | | | | | | | | |

## Sitios arqueológicos
Ubicada en la Sierra Samalayuca, dentro del Área de Protección de Flora y Fauna Médanos de Samalayuca, se encuentra la zona arqueológica de Samalayuca. Dicha zona se localiza a unos 50 kilómetros de la mancha urbana de Ciudad Juárez. A partir de julio de 2009, el Instituto Nacional de Antropología e Historia (INAH) determinó tres polígonos de protección y dicho instituto formará parte del subcomité que procurará la protección de los vestigios arqueológicos. Dichos polígonos son: "Ojo de la Punta", "El Consejo" y "La Mina", que incluyen la mayoría de los sitios arqueológicos distribuidos en las laderas de la sierra de Samalayuca.
Cronológicamente, esta región ha tenido la presencia humana más antigua en el municipio de Juárez, Chihuahua, que es de 10 000 años, en el periodo Holoceno, asociado a la extinción de la megafauna en la porción norte de América.
Por lo cual se han hallado vestigios como: puntas de lanza que fueron utilizadas por grupos nómadas cazadores, pescadores y recolectores.
En el año 500 después de Cristo hubo un incremento en la población circunvecina en el área y, de ese lapso, se tienen evidencias de grupos de seminómadas.
Además existen estos como la aparición de la cerámica, el surgimiento de puntas de proyectil para arco y flecha, así como un amplio número de manifestaciones gráficas sobre los frentes rocosos de la sierra.

## Demografía

### Población de Ciudad Juárez 1900-2020
| Gráfica de evolución demográfica de Ciudad Juárez entre 1900 y 2020                                         |
| |
| Población de los censos y conteos del Instituto Nacional de Estadística y Geografía (INEGI) de 1900 a 2020. |

| Cd. Juárez | Uso del agua en litros | Consumo    |
| ---------- | ---------------------- | ---------- |
| 2020       | 22 201 000             | 17 100 053 |
| 2021-2022  | 45 665 088             | 38 553 005 |
| 2024       | 33 665 000             | 22 432 655 |

Ciudad Juárez cuenta con 1 501 551 habitantes (2020), siendo la ciudad más poblada del estado de Chihuahua, y la octava zona metropolitana de México. Junto con El Paso, Texas, crean un área binacional de más de 2 millones de habitantes, siendo la segunda área binacional más grande de México, por debajo de Tijuana-San Diego.
La tasa anual de crecimiento de Ciudad Juárez se redujo al 8,34 % anual durante el periodo 2000-2005, cuando en periodos anteriores mantenía tasas superiores al 5 %. Lo anterior se debe a la desaceleración de la industria maquiladora en la frontera mexicana, a la competencia de los productos chinos y al surgimiento de altos índices de violencia en la ciudad.
En criminalidad, Ciudad Juárez en 2011, contaba con una tasa de 148 homicidios dolosos por cada 5 habitantes, lo que la ubicó como la segunda ciudad más peligrosa, solamente por debajo de San Pedro Sula, Honduras.[cita requerida] En esas fechas, también se registraron elevadas tasas de delitos violentos como el secuestro, toda vez que en 2009 se denunciaron 150 delitos de este tipo, lo que equivale a una tasa de poco más de 100 plagios por cada millón de habitantes. La gran mayoría de los asesinatos en Juárez se deben a la disputa entre los carteles de droga, a los secuestros y a la desaparición de mujeres. Pero gracias a la captura de varios de los peligrosos jefes de varias organizaciones criminales, el Ejército Mexicano en conjunto con estrategias intensivas de las corporaciones de seguridad pública por parte de los tres niveles de gobierno, lograron que los homicidios se redujeran en un 52 %, y los secuestros en un 70 %, a partir de mediados y finales de 2011, según fuentes oficiales.
De igual manera, y debido a los puntos mencionados anteriormente, a partir de 2012, la población comenzó a observar un descenso drástico y notable de los índices delictivos en todos sus ámbitos, principalmente asesinatos. Y es de esta manera, como el año de 2013 cerró registrando la tasa de homicidios más baja de los últimos 4 años (temporada de violencia más dramática para la ciudad), que fue de alrededor de 30 homicidios dolosos por cada 100 000 habitantes, siendo así 2013 el año menos inseguro, estadísticamente hablando, desde el inicio de la temporada violenta en 2007, aproximadamente.
Para más información sobre los bajos registros de índices delictivos, ir a la sección Descenso de los Índices Delictivos.

## Inmigración
Ciudad Juárez tiene un gran atractivo como fuente de trabajo que causó una inmigración masiva y aceleró el crecimiento durante la segunda parte del siglo XX. A causa de esto se debe la fuerte presencia de trabajadores de distintas partes de México, por ejemplo, veracruzanos, oaxaqueños, coahuilenses, duranguenses, sinaolenses, y hasta del centro del país como mexiquenses, etcétera.
En la actualidad la inmigración ha disminuido y los inmigrantes han optado por regresar a su lugar de origen o migrar a otras partes del país, incluso a Estados Unidos, en gran medida debido a la violencia que hace poco se vivió en la ciudad.

## Economía

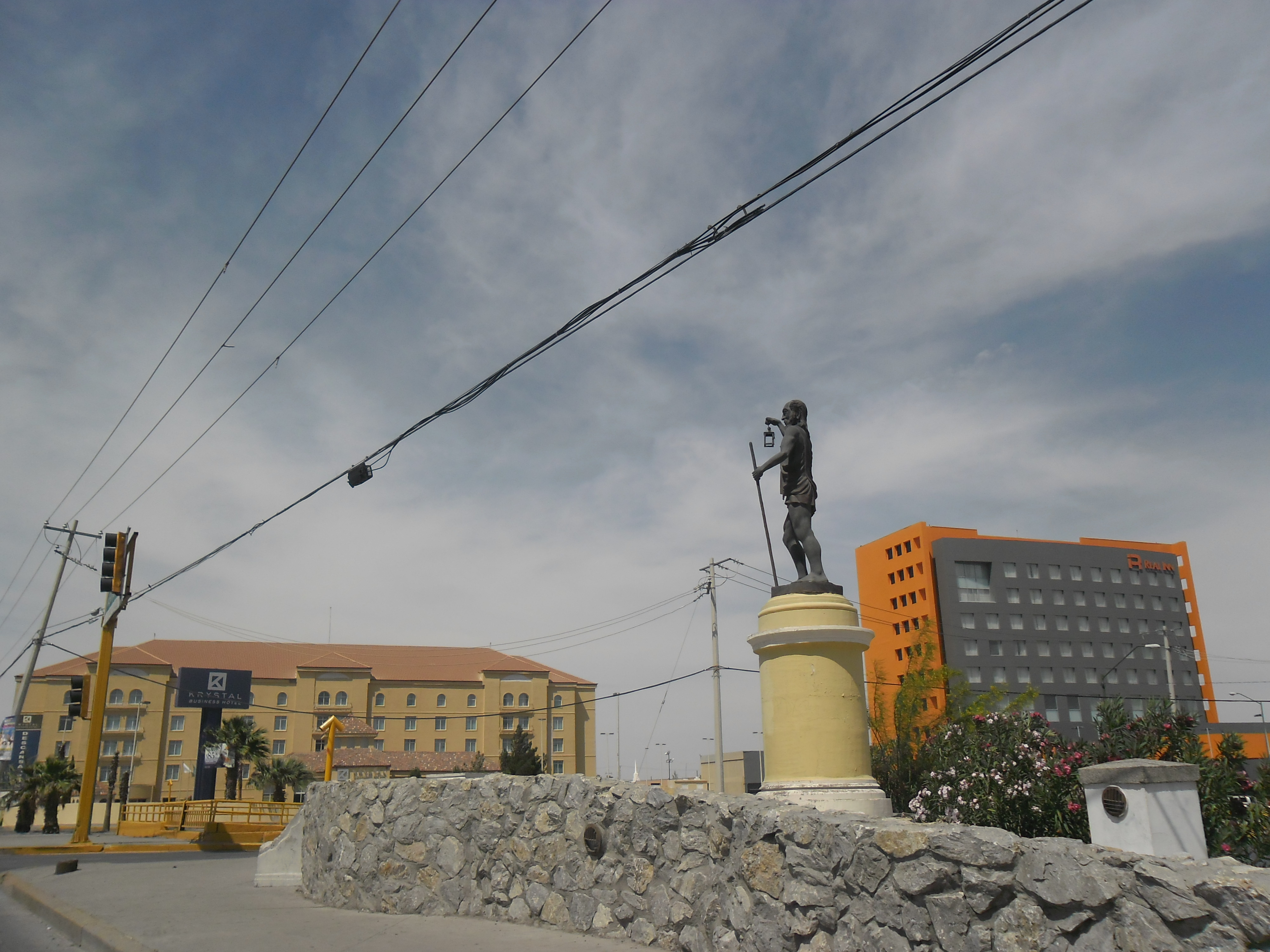
Vista de Av. Tecnológico

Durante el siglo XIX la economía de Ciudad Juárez estaba basada en producción agrícola de trigo, vid, frijol, maíz y ciruela, desde 1923 la producción de algodón cultivado en el Valle de Juárez alcanzó gran calidad hasta los años 1960, en parte por la caída del precio del algodón y debido al fin del Programa Bracero, un programa que se instituyó durante la Segunda Guerra Mundial con la intención que extranjeros afines a la política de Estados Unidos suplieran los brazos de los ciudadanos estadounidenses que partieron al frente de guerra, cosa que permitió que trabajadores agrícolas mexicanos encontraran trabajo agrícola temporal en los Estados Unidos. El final de este programa en 1964 aumentó el índice de desempleo en la región fronteriza.
El gobierno de México creó un programa de apertura a la industria maquiladora para aliviar este problema y desde entonces se convirtió en la principal base de la economía juarense. Otras actividades económicas son del sector hotelero, restaurantero, etc. Progresivamente las plazas de trabajo perdidas durante la recesión económica mundial, se están recuperando significativamente los últimos meses con la inversión de varias compañías extranjeras; el motivo es la ubicación estratégica de Ciudad Juárez por la cercanía con los Estados Unidos, el mercado más grande del mundo. Además, por el mejoramiento de la percepción de seguridad en la sociedad, y el rápido descenso en el número de asesinatos, pasando de tener desde 2009 a 2011 más de 10 decesos diarios a registrar tan solo 3 decesos por semana en 2012 y 2013 aproximadamente. Asimismo, el gobierno estatal y el municipal están trabajando para atraer la inversión extranjera a la ciudad. Ciudad Juárez ha sido reconocida por décadas como una de las mejores ciudades para invertir.

### Consulado

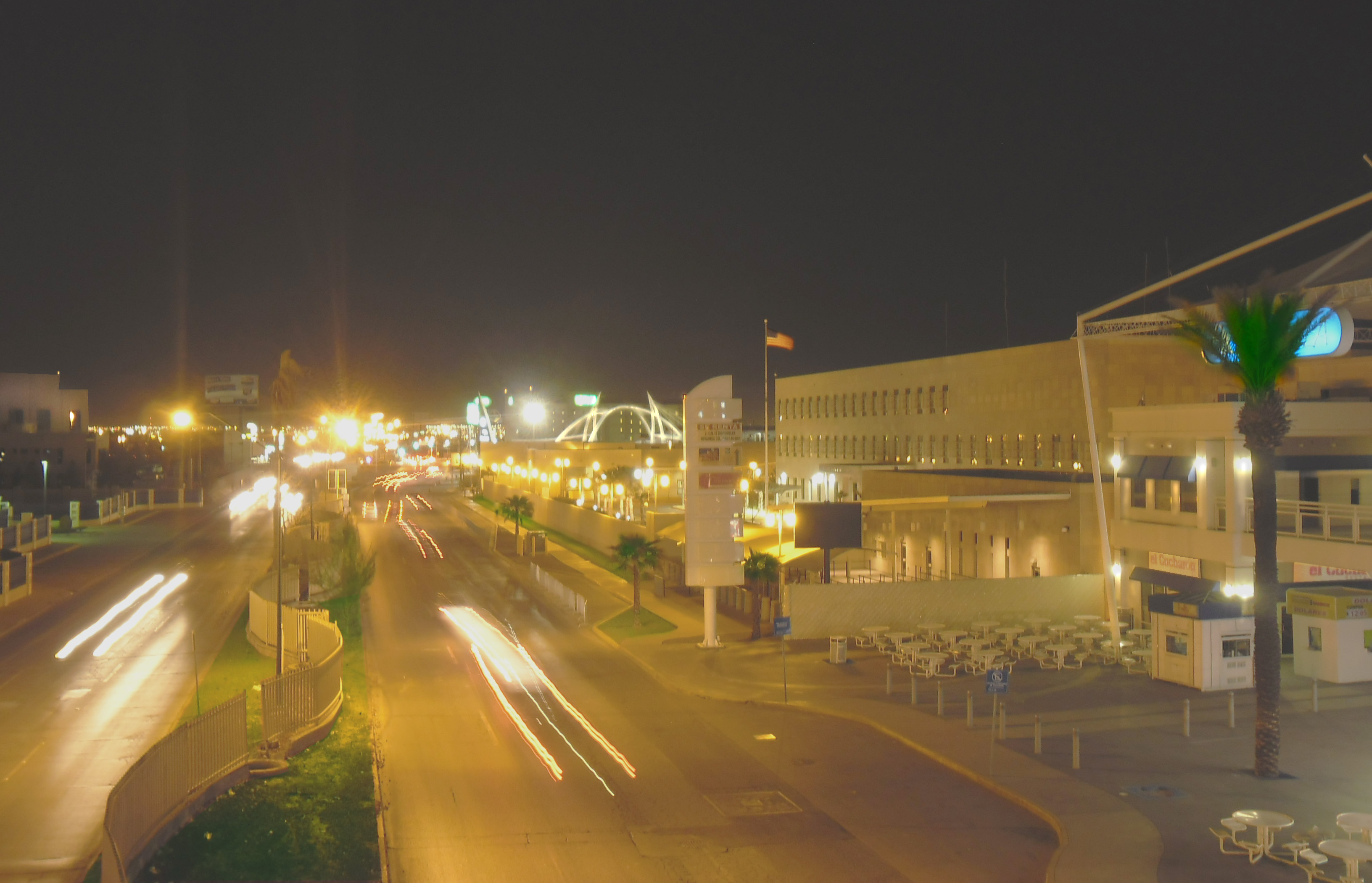
Vista nocturna de Av. Paseo de la Victoria, con el Consulado de los Estados Unidos en el lado derecho.

El consulado general de Estados Unidos se encuentra ubicado en la llamada nueva Zona Dorada sobre la avenida Paseo de la Victoria. Anteriormente, se localizaba en la Zona del PRONAF, pero fue reubicado. Actualmente, se construyó este nuevo complejo de edificios más amplio que el anterior y con mayor accesibilidad. Gracias a la reubicación del Consulado, esta zona ha crecido muy rápidamente, llegando a ser una zona comercial consolidada, siendo anteriormente terrenos de parcelas solamente. En un radio menor a 3 km, se encuentran más de 10 hoteles con categoría de negocios, moderno centro comercial, más de 5 hospitales públicos y privados, una gran cantidad de supermercados y restaurantes, así como el segundo parque más grande de la ciudad, el parque central Hermanos Escobar.

#### Agricultura
Una pequeña parte de la economía de Ciudad Juárez se basa en la agricultura. Las únicas zonas aptas para la agricultura en la región se encuentran en el Valle de Juárez y Samalayuca, los cuales cuentan con extensos campos de cultivos, propiedad de algunos ranchos y particulares; en donde esos mismos productores cuentan con diversos métodos para el cuidado de los cultivos como sistemas de riego, maquinaria (tractores, etc.) y otros apoyos otorgados por medio de dependencias gubernamentales. El principal producto de cultivo del Valle de Juárez es en gran parte el algodón, considerado en sus mejores épocas como el mejor del estado e incluso del país; además de trigo y sorgo, entre otros. Los principales poblados agrícolas que comprenden el Valle de Juárez son Guadalupe Distrito Bravos, Loma Blanca, San Agustín, San Isidro, Jesús Carranza, y terrenos que se extienden casi hasta Ciudad Juárez, como lo es Zaragoza, así como el poblado de Samalayuca, fuera del Valle de Juárez, siendo este último muy conocido por sus cultivos de calabacita, entre otros.

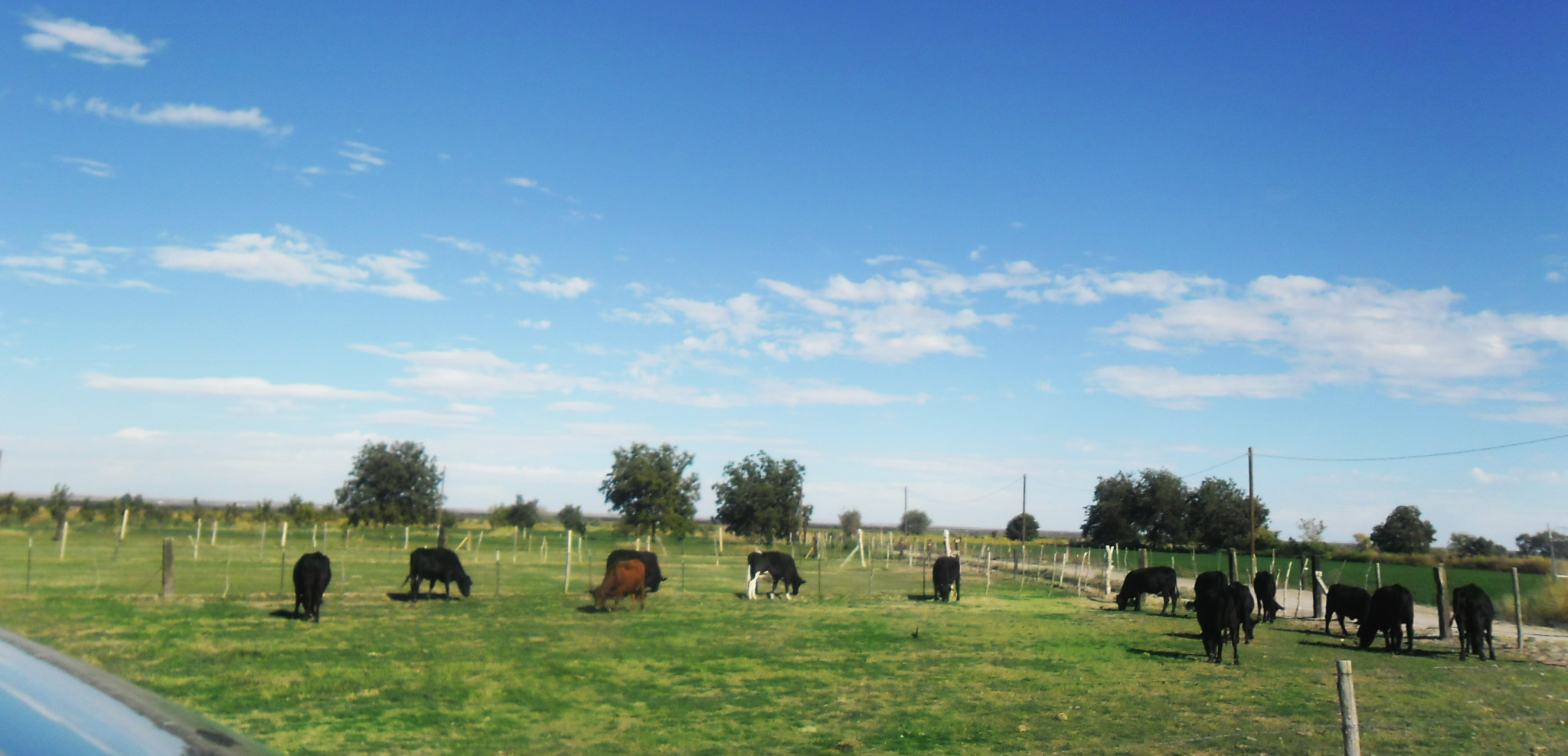
Ganado, en el Valle de Juárez.

#### Posibilidades de uso pecuario
En todo el centro y hacia el oriente del municipio existen terrenos considerados aptos para sustentar vegetación diferente al pastizal, en donde se puede desarrollar el pastoreo.

## Cultura

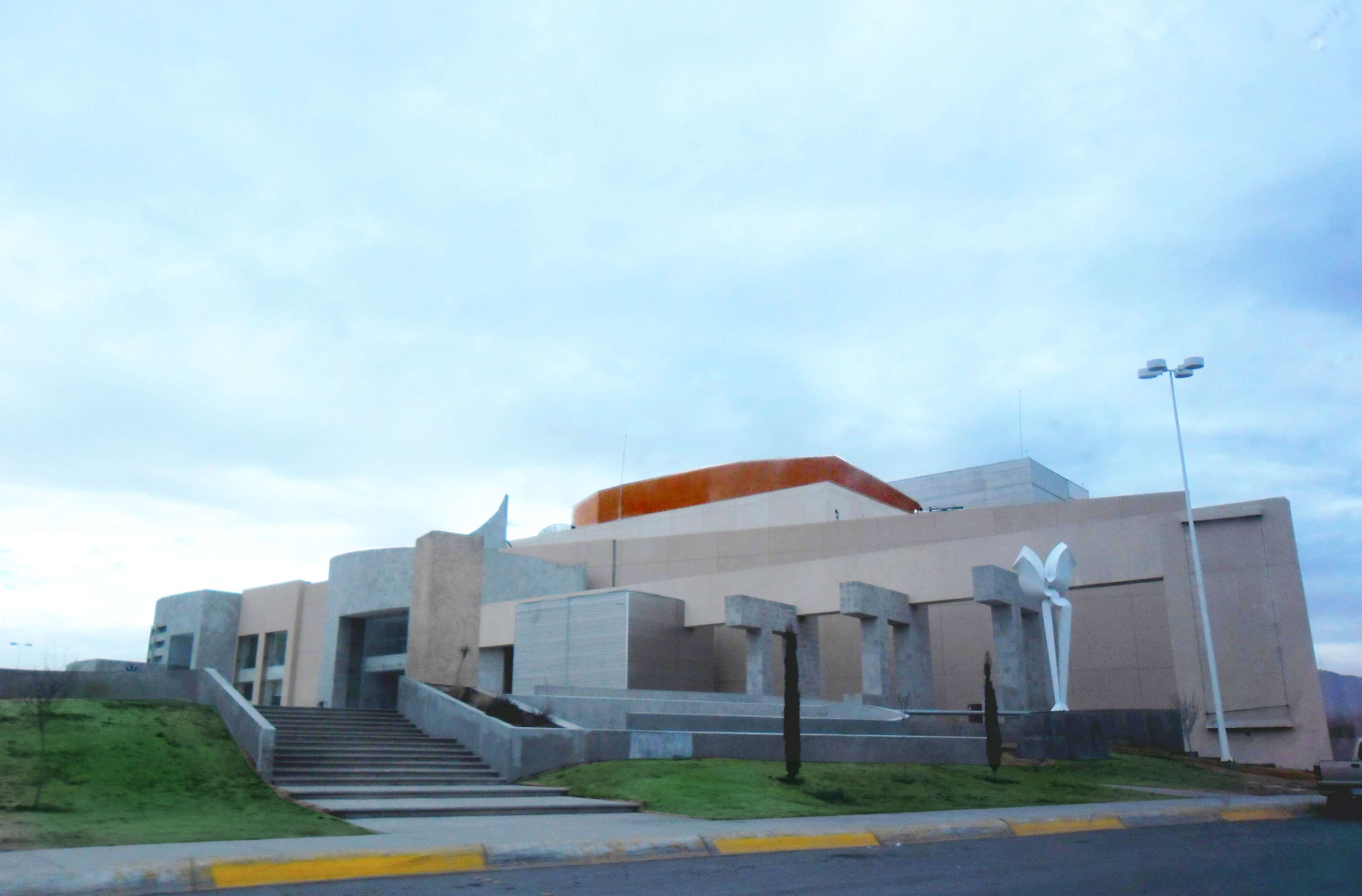
Centro Cultural Paso del Norte

Ciudad Juárez cuenta con instituciones que brindan variedad de exposiciones culturales, tales son la Orquesta Sinfónica de la UACJ, la compañía de ballet clásico de la UACJ, así como diversas agrupaciones locales y algunas otras que vienen desde distintos lugares de México y el mundo a dar presentaciones aquí. Hay un centro en el cual se exhiben la mayoría de las obras, orquestas y representaciones, Centro Cultural Paso del Norte (CCPN), uno de los espacios culturales más modernos del norte del país. Juárez también cuenta con diversos museos que exponen diferentes temas como el Museo Arqueológico del Chamizal, el Museo de la Revolución en la Frontera (MUREF), el Museo Regional de San Agustín y el Museo de Arte de Ciudad Juárez. El Centro Municipal de las Artes (CMA) es una institución con carreras profesional-técnico en Teatro, Danza, Artes plásticas y Música donde se llevan a cabo presentaciones y exposiciones por los mismos alumnos.

## Personalidades
- Juan Gabriel, cantautor. Conocido como "El Divo de Juárez".
- Elizabeth Álvarez, actriz.
- Vanessa Guzmán, Nuestra Belleza México 1996 y actriz.
- Germán "Tin-Tán" Valdés, actor.
- Manuel "El Loco" Valdés, comediante.
- Ramón Valdez "Don Ramón", actor.
- Joaquín Cosío, actor y director.
- Karla Martínez, coconductora de Despierta América.
- Liliana Domínguez, modelo.
- Antonio Attolini Lack, arquitecto.
- Los Chicharrines, payasos de la televisión mexicana.
- María Barracuda, cantante.
- Johnny "J", rapero y productor de Tupac Shakur.
- The Chamanas, banda.
- Zudikey Rodriguez, velocista.
- Luis Montes Jiménez, jugador de fútbol.
- José "Fishman" Nájera, luchador.
- Julio Daniel Frías, jugador de fútbol.
- Pagano, luchador.
- Eddie Guerrero, luchador de la WWE.
- Gory Guerrero, luchador.
- Rodolfo Acosta, actor.
- Rico Alaniz.
- Alberto Guerra, exfutbolista, papá de Ely Guerra.
- Virginia Ordóñez, actriz, dramaturga, escénografa y directora.
- Chucho Rincón, es un productor, arreglista, guitarrista y autor.
- Gilbert Roland, actor.
- Adela Velarde Pérez, activista de la Revolución Mexicana.
- Juan Acevedo, beisbolista.
- Tito Larriva, músico.
- Francisco Martínez, jugador de baloncesto.
- Roberto Serrano, músico.

## Turismo

### Zonas turísticas específicas
- Centro histórico de Ciudad Juárez
- Corredor Gómez Morín
- Zona PRONAF
- Área de El Chamizal
- Zona Dorada Consulado Estadounidense
- Zona Dorada Campos Elíseos
- Desierto de Samalayuca
- Sierra de Juárez
- Plaza de la Mexicanidad (La X)
- El Umbral del Milenio
- Casa de Juan Gabriel
- El parque central de Ciudad Juárez
- Gran Plaza Juan Gabriel
- Plaza Paseo Juan Gabriel
- Casa Museo Juan Gabriel
- Casa de Don Rayo localizada en la sierra de Juárez
- Casa de Adobe
- Mirador de Camino Real de Ciudad Juárez

### Museos
- Museo de la Revolución en la Frontera (MUREF, antes llamado Museo de la Ex-Aduana)
- Museo Regional del Valle de Juárez, en la localidad de San Agustín
- Museo Casa de Adobe
- Museo Espacio Interactivo La Rodadora
- Museo de Arte de Ciudad Juárez
- Museo de Arqueología El Chamizal
- Museo del Concorde
- Sala de Arte Germán Valdés Tin-Tan

### Espacios culturales
- Centro Cultural Ernesto Ochoa Guillemard (Plaza de Las Américas).
- Centro Cultural Paso del Norte (CCPN)
- Sala de Exposiciones del INBA
- Centro Municipal de las Artes
- Auditorio Cívico Municipal Benito Juárez
- Centro de Convenciones Cuatro Siglos
- Centro de Convenciones CIBELES
- Centro de Convenciones Anita
- Centro Universitario de las Artes (UACJ-CUDA)
- Concha Acústica y explanada de la Plaza de la Mexicanidad

### Parques, plazas y centros recreativos

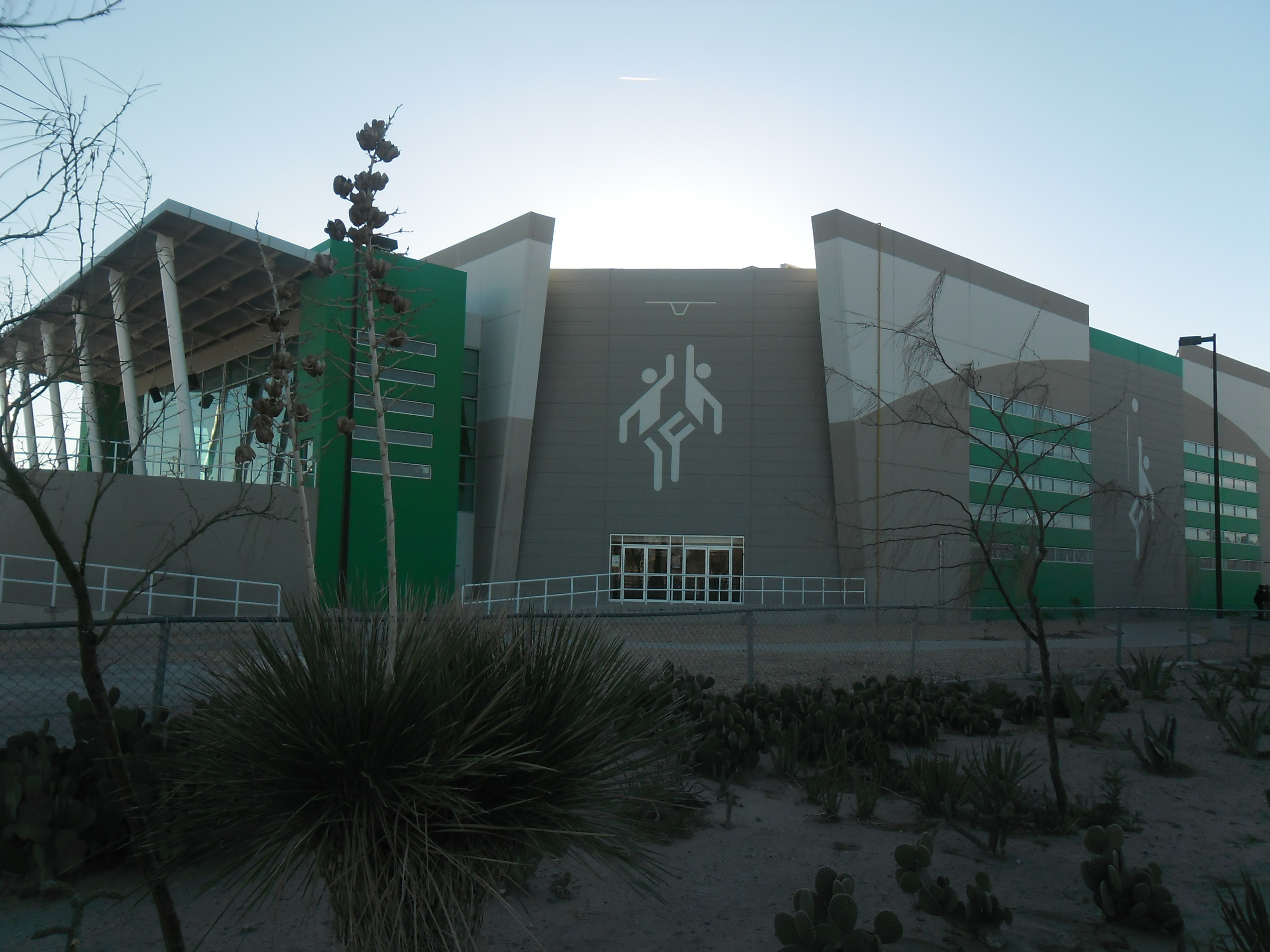
Gimnasio de Bachilleres, ubicado dentro del parque central Poniente

- Plaza de Las Américas (Zona Pronaf)
- Parque Público Federal El Chamizal
- Gran Plaza Juan Gabriel
- Complejo Deportivo Siglo XXI
- Complejo Deportivo de Oriente
- Parque Hacienda Universidad (ubicado frente a la UTCJ)
- Parque central Hermanos Escobar (dividido en dos secciones por la Carretera Federal 45: parque central Poniente y parque central Oriente)
- Parque Borunda
- Parque X-tremo
- Parque DIF
- Parque Corredor Bertha Chiu
- Recreativo Mundo Acuático Anita - parque de diversiones Anita Nueva Aventura
- Recreativo DIF
- Recreativo Las Fuentes
- Recreativo y Zoológico San Jorge
- Recreativo Dunas Campestre (ubicado en la localidad de Samalayuca).
- Parque Villas de Salvárcar
- Parque Oasis de Santa Teresa
- Río grande mall
- Plaza Benito Juárez
- Plaza de Armas
- Parque Torres del Sur
- Plaza de la Mexicanidad (también llamada Plaza de la X, por el monumento ubicado dentro de ésta).
- Plaza Misión de Guadalupe
- Plaza Cervantina
- Plaza del Periodista
- Plaza de las Fuentes Danzantes (ubicada en el Corredor Bertha Chiu)
- Médanos de Samalayuca
- Zona Arqueológica de Samalayuca
- Memorial Del Campo Algodonero
- Los Arenales (también llamado Loma Colorada, ubicado en la localidad de San Agustín)
- Parque natural Trepachanga (ubicado en la Sierra de Juárez)

### Monumentos

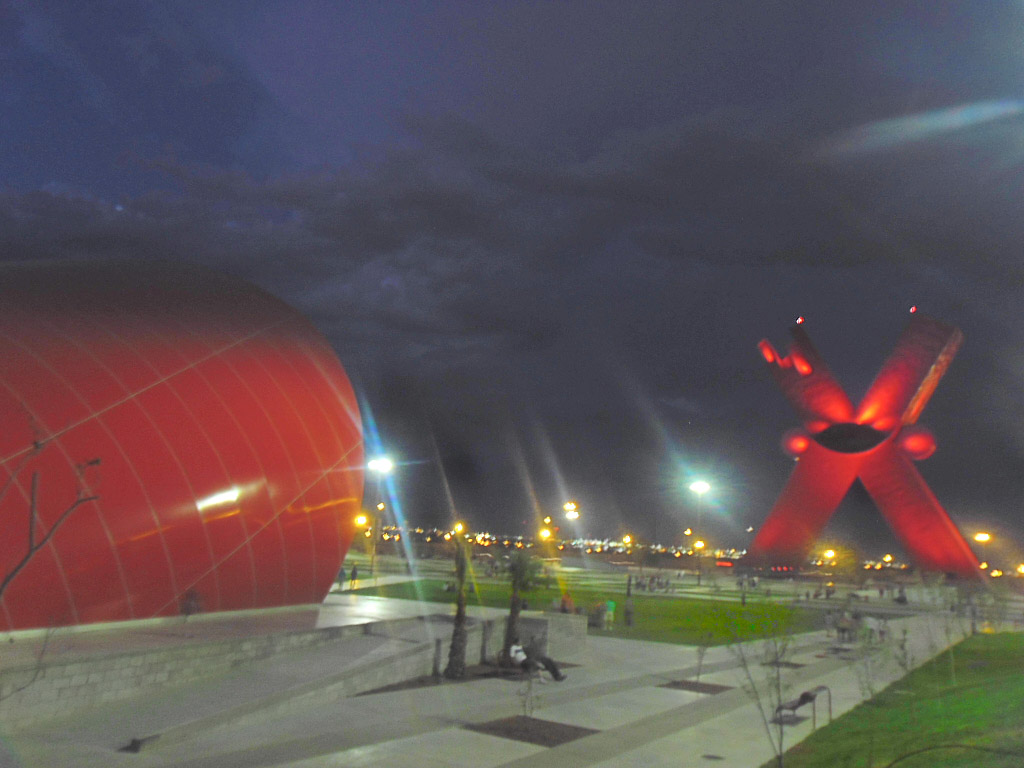
Plaza de la Mexicanidad. Al fondo, La X, de 64 metros de altura, esculpida por el chihuahuense Enrique Carbajal, conocido como Sebastián.

- Monumento a Benito Juárez (principal ícono de la ciudad, debido a que ésta lleva su nombre en honor a este; igualmente es el monumento más importante en el país dedicado al "Benemérito de las Américas")
- Monumento a la Mexicanidad (escultura monumental, también llamada la "X" de Sebastián en honor a su escultor; se encuentra ubicada dentro de su Plaza homónima)
- Umbral del Milenio (escultura monumental, también llamado Puerta de Juárez, ubicada en la entrada a la ciudad)
- Arco del Triunfo (Réplica localizada en el suburbio de Campos Elíseos, en la Zona Dorada)
- Misión de Nuestra Señora de Guadalupe
- Macrobandera de Ciudad Juárez (también llamada Megabandera o bandera monumental de Juárez, una de las primeras en el país)
- Los indomables (también llamados los indomables de Ciudad Juárez, ubicados en el chamizal)
- Monumento al "Ser Fronterizo" (también conocido como monumento al transporte púbico) obra dirigida los empleados de la industria maquiladora de ciudad Juárez.

### Sitios religiosos
- Centro de Ayuda Universal. Av. Tecnológico esquina con Teófilo Borunda, colonia partido Iglesias.
- Catedral de Ciudad Juárez
- Misión de Nuestra Señora de Guadalupe (considerada la edificación más antigua del área metropolitana, fundada en 1659)
- El Punto; sitio utilizado por el papa Francisco para ofrecer una misa multitudinaria en su visita a la ciudad, el cual consta de un gran altar, templete y la Cruz del Migrante, situada justo a las orillas del Río Bravo, misma que fue bendecida por Su Santidad.
- Parroquia Nuestra Señora del Refugio
- Parroquia Nuestra Señora de la Esperanza
- Parroquia Santa María de la Montaña
- Templo de San Lorenzo
- Ermita de San Lorenzo (ubicada fuera de la mancha urbana, sobre la Carretera Federal 45)
- Parroquia del Sagrado Corazón de Jesús
- Parroquia de Santa Teresa de Jesús
- Parroquia de San José
- Parroquia El Señor de la Misericordia
- Parroquia Jesús El Salvador
- Parroquia San Judas Tadeo
- Parroquia Nuestra Señora del Carmen
- Parroquia San Felipe de Jesús
- Seminario Conciliar de Ciudad Juárez
- Parroquia Mártires Mexicanos
- Parroquia Nuestra Señora de La Paz
- Parroquia Cristo Rey
- Parroquia San Vicente de Paul
- Parroquia La Transfiguración Del Señor
- Parroquia Doce Apóstoles
- Parroquia La Sagrada Familia
- Parroquia Santa Cecilia
- Centro Familiar Cristiano Sol de Justicia
- Centro Cristiano Comunidad Olivo

### Espacios deportivos
- Estadio Olímpico Benito Juárez (sede del F.C. Juárez, de los desaparecidos Indios de Juárez , Indios de la UACJ y Cobras de Juárez)
- Estadio Juárez (sede de Indios de Cd. Juárez)
- Estadio Carta Blanca
- Estadio 20 de noviembre
- Gimnasio Universitario (UACJ)
- Gimnasio del Colegio de Bachilleres del Estado de Chihuahua (COBACH)
- Club Campestre de Ciudad Juárez
- Deportivo D' Martlub
- Plaza de Toros Alberto Balderas
- Lienzo Charro Adolfo López Mateos
- Unidad Deportiva Oriente Siglo XXI
- Unidad Deportiva Universitaria (UACJ)
- Gimnasio municipal Josue Neri Santos en el centro histórico.

### Galería

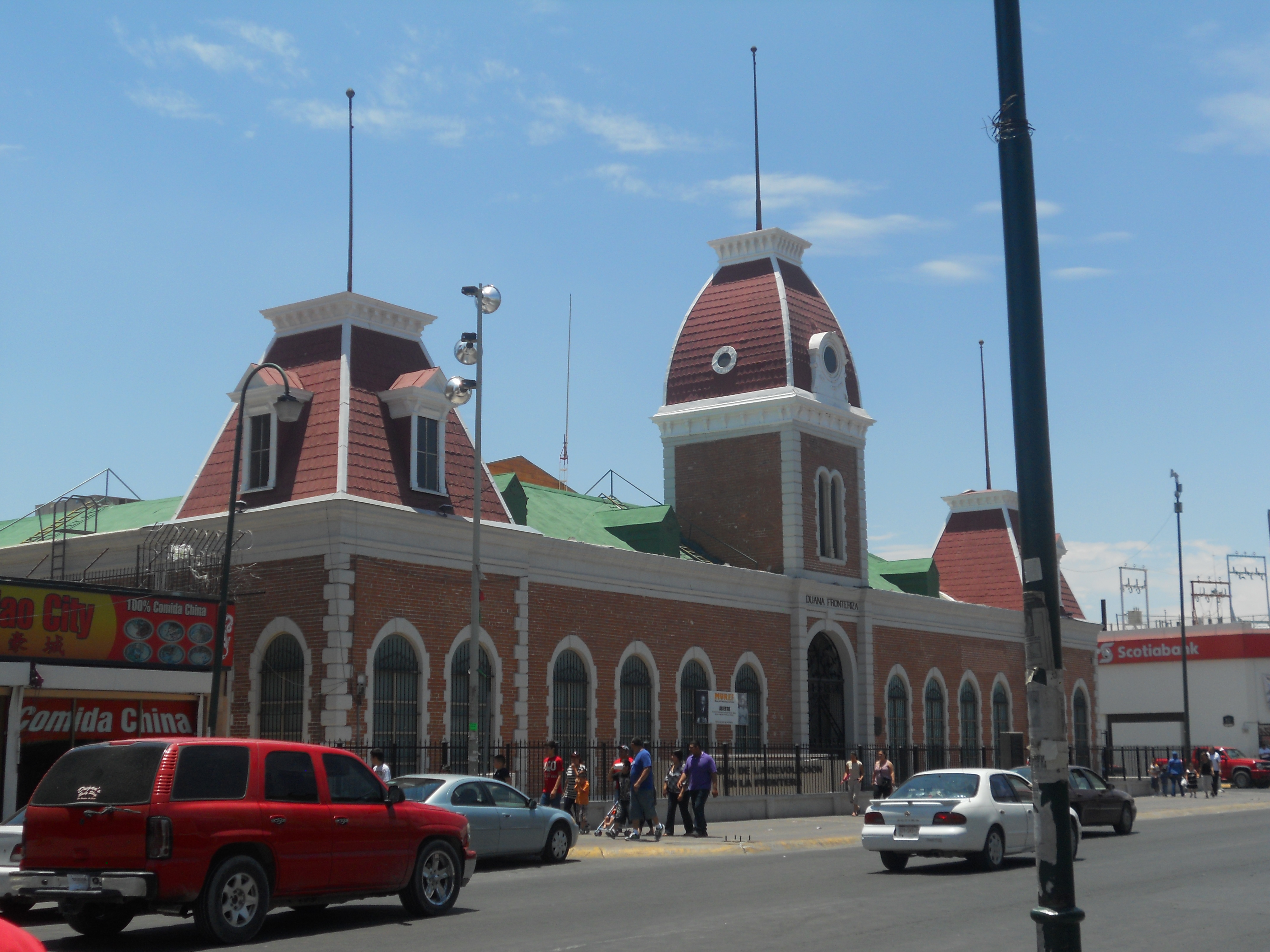
Museo de la Revolución en la Frontera, antes llamado Museo de la Ex-Aduana.
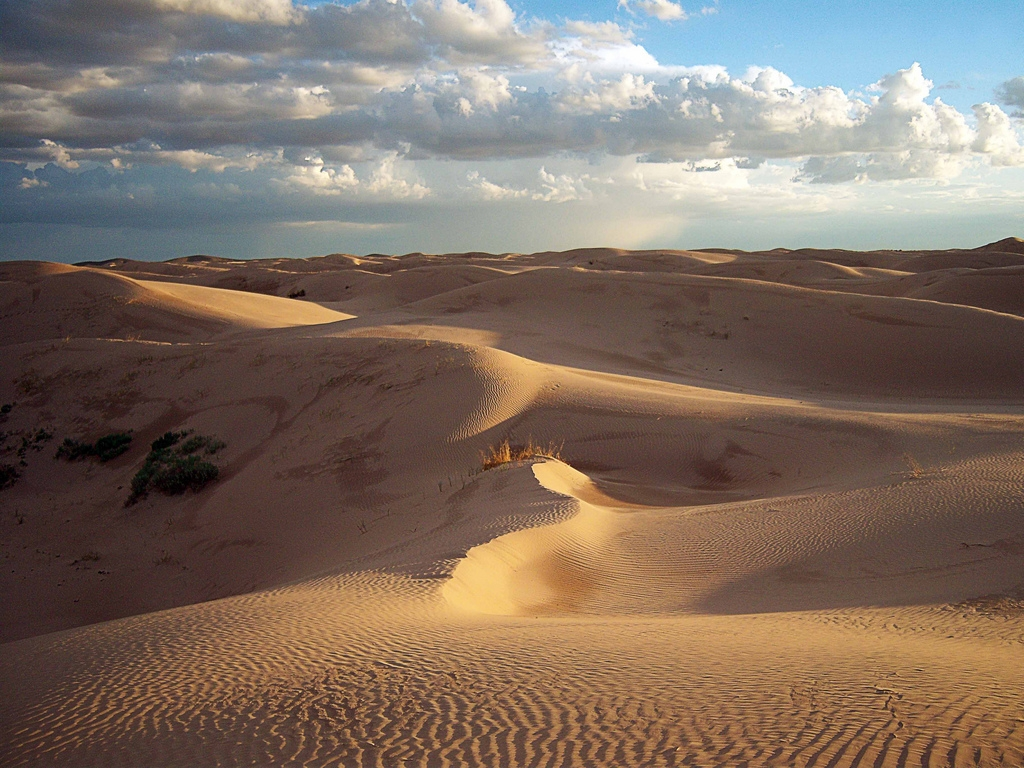
Médanos de Samalayuca, a unos pocos kilómetros al sur de la ciudad.
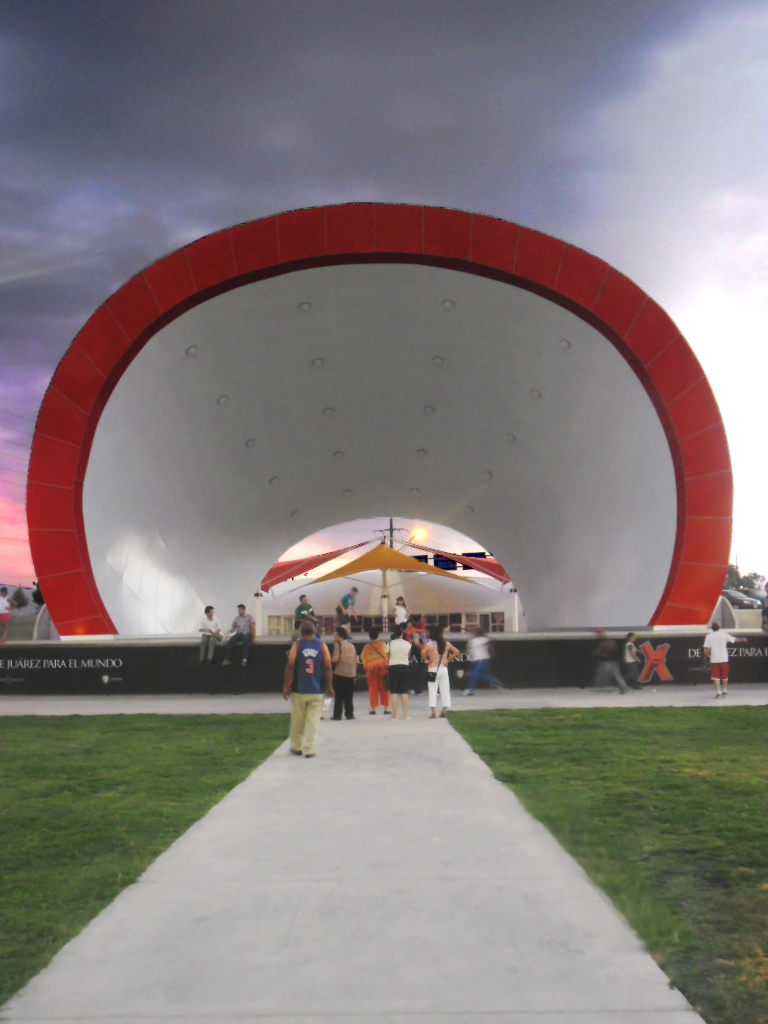
Concha acústica, localizada dentro de la Plaza de la Mexicanidad.
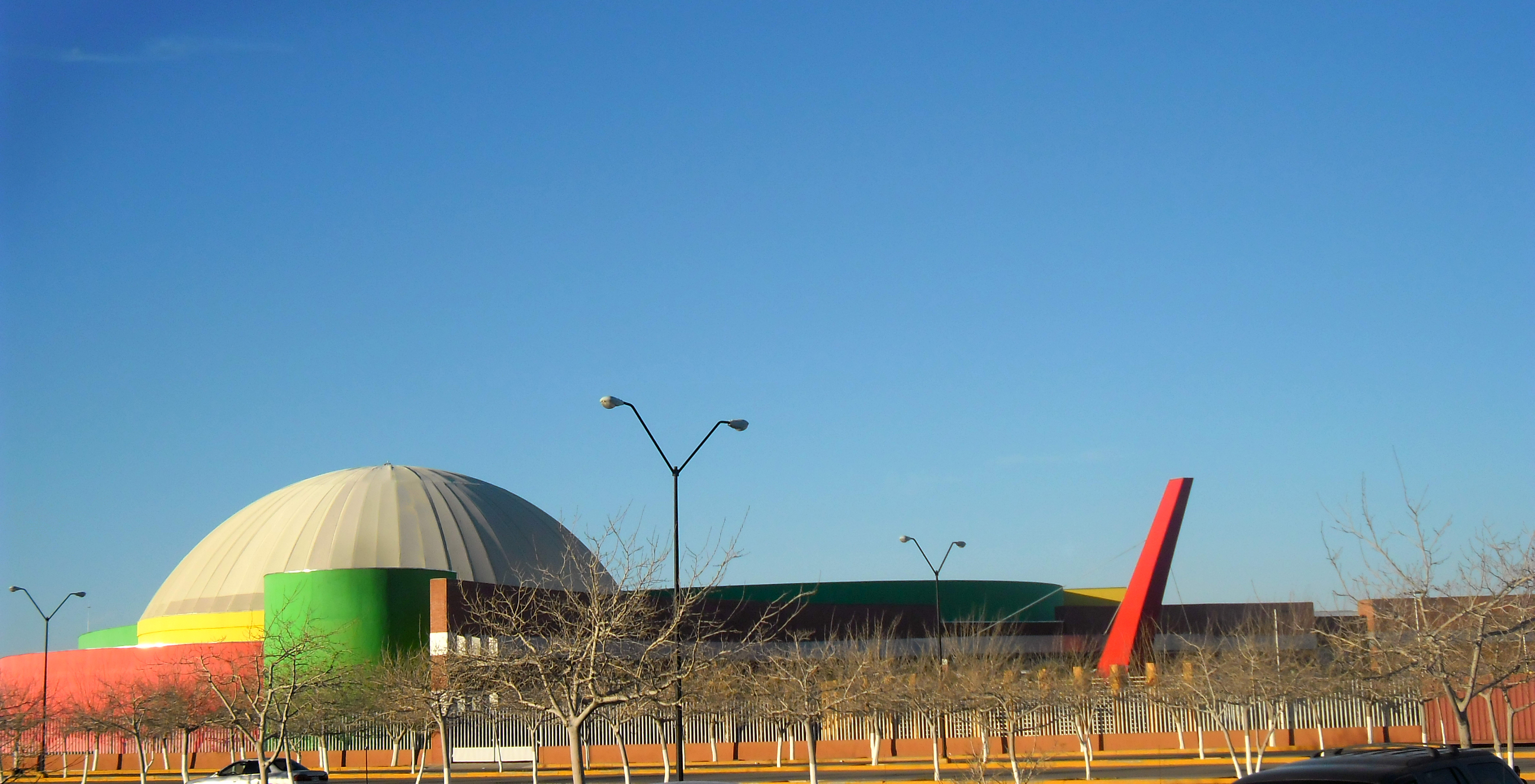
Museo Espacio Interactivo La Rodadora
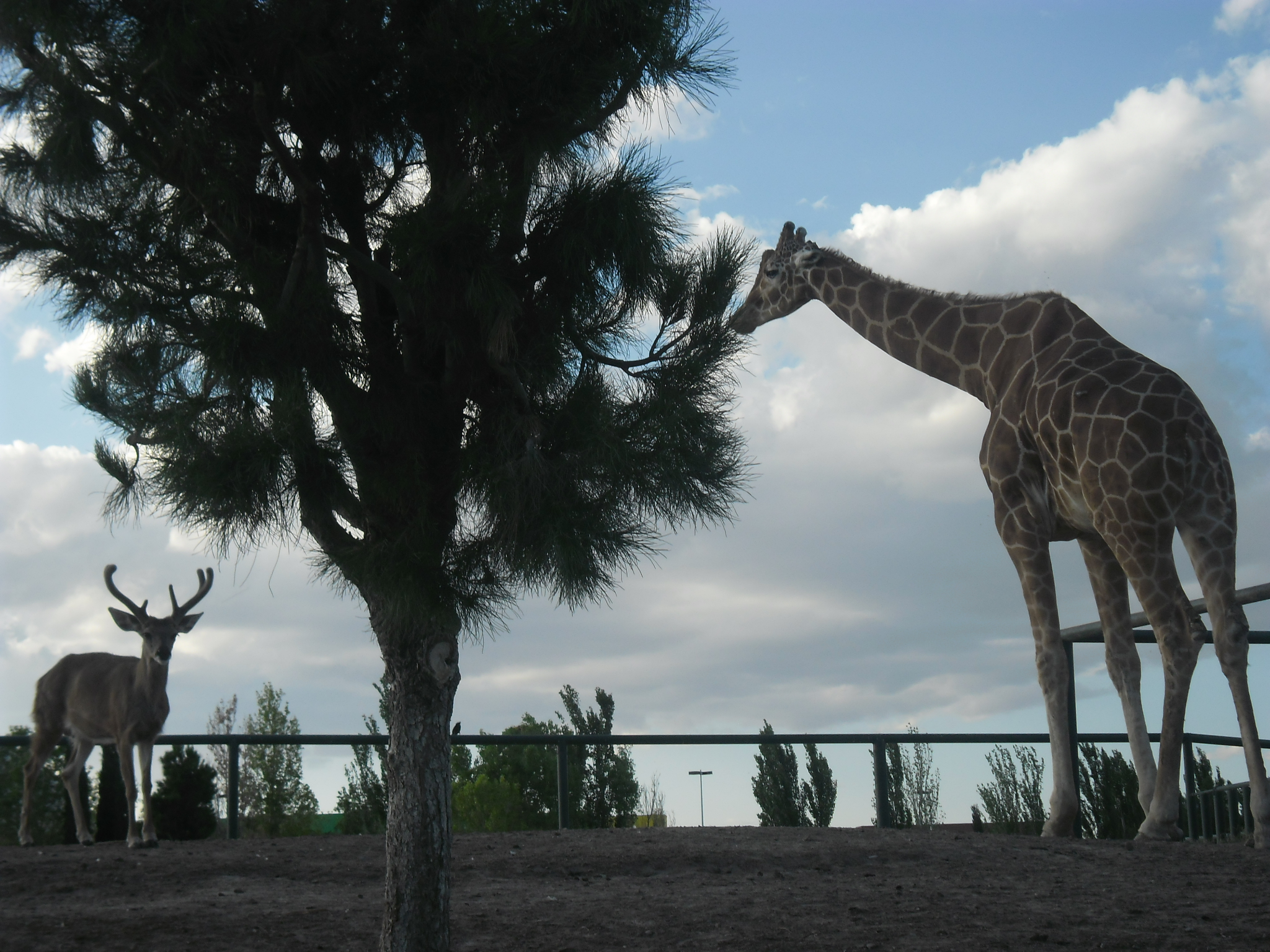
Unos de los varios animales en exhibición, en el Parque Central.
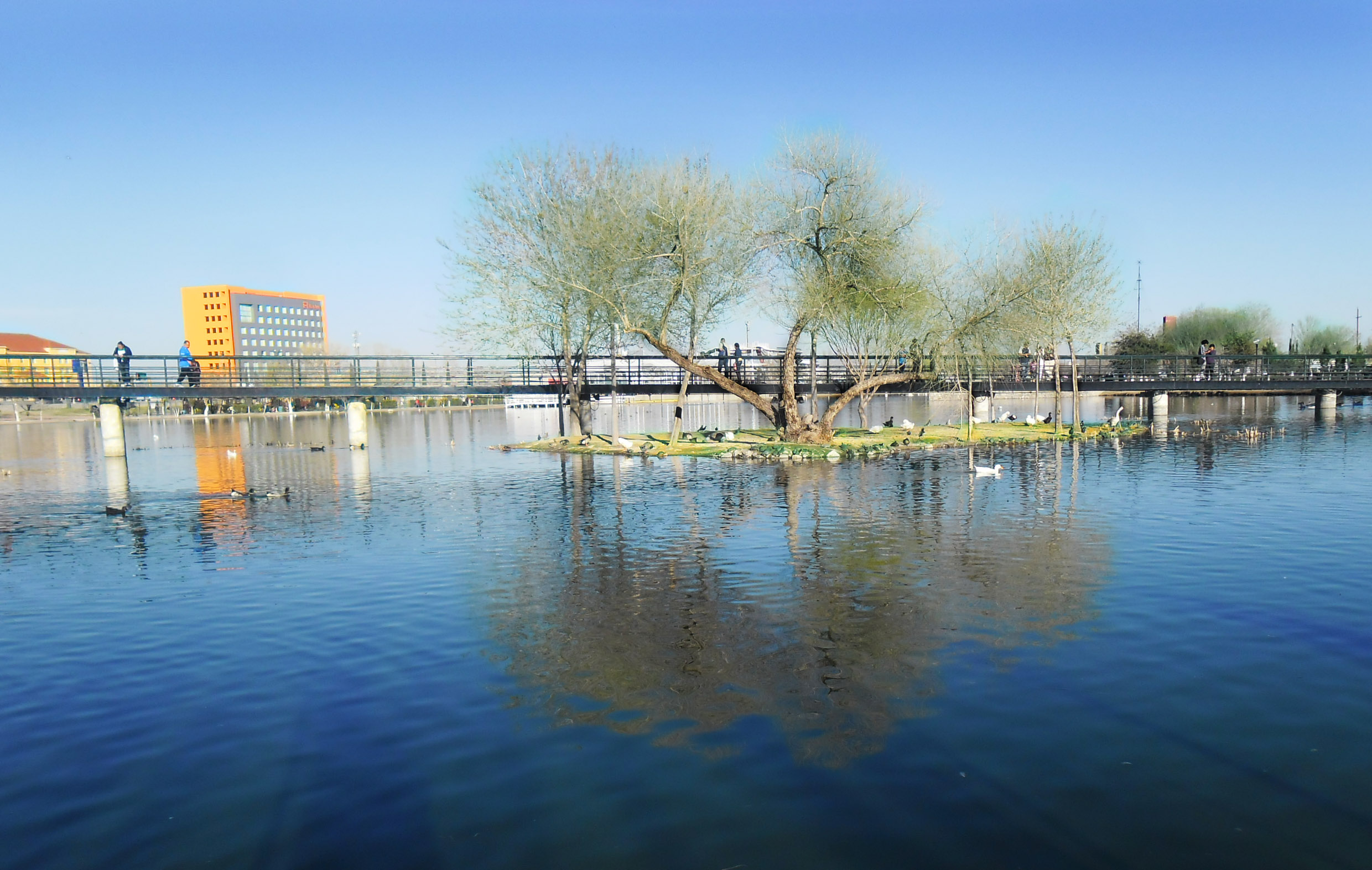
Panorámica del Parque Central Poniente

## Récord Guinness
Ciudad Juárez posee el récord Guinness por la mayor clase de astronomía, que se logró en las dunas de Samalayuca en octubre de 2011 con 458 telescopios y más de 2000 asistentes.
Tiene además un segundo Récord Guinness por reunir la mayor cantidad de carne asada del mundo. Lo obtuvo en agosto de 2017, cuando más de 500 parrilleros se juntaron en la Plaza de la Mexicanidad para asar 6 toneladas de carne.
En septiembre del 2018 buscan un tercer y cuarto registro en el récord guinness como el letrero más grande y la invitación más grande del mundo a leer la Biblia, respectivamente, debido a un mensaje que ocupa 3000 metros cuadrados en el cerro de "la biblia" (como es conocido en Ciudad Juárez), que dice "la biblia es la verdad, léela", el cual fue escrito sobre rocas pintadas con cal, sal y agua para no contaminar en el año 1987.

## Educación
Ciudad Juárez cuenta con muchas instituciones educativas públicas y privadas; para todos los niveles dada su población mayoritariamente en edad escolar.
Educación media superior
- Centro de estudios Preuniversitarios CEPU
- Colegio de Estudios Científicos y Tecnológicos del estado de Chihuahua (CECyT) Planteles 7, 9, 11, 14
- Centro de Bachillerato Tecnológico Industrial y de Servicios (CBTIS) Planteles 114, 128, 269, 270
- Centro de Estudios Tecnológicos Industrial y de Servicios (CETIS) Plantel 61
- Colegio de Bachilleres del Estado de Chihuahua (COBACH) Planteles 5, 6, 7, 9, 11, 16, 19, 23 y SEA.
- Escuela Preparatoria Central de Ciudad Juárez (EPCCJ)
- Colegio Nacional de Educación Profesional Técnica (CONALEP) Planteles Juárez 1, 2, 3
- Centro de Estudios Tecnológico de Ciudad Juárez (CETCJ) Planteles Juárez 1, 2, 3
- Centro de Bachillerato Zaragoza (CBZ).
- Instituto Politécnico de la Frontera

Educación superior
- Universidades públicas
  - Universidad Autónoma de Ciudad Juárez (UACJ) - Institutos IADA, IIT, ICSA e ICB - Ciudad Universitaria (UACJ-CU) - Divisiones multidisciplinarias: Campus Nuevo Casas Grandes (UACJ-NCG), Campus Cuauhtémoc (UACJ-SC), Unidad de Estudios Históricos y Sociales Extensión Chihuahua, Chih. (UACJ-UEHS)
  - Instituto Tecnológico de Ciudad Juárez (ITCJ) - ITCJ Campus I - ITCJ Campus II Ciudad Universitaria
  - Universidad Autónoma de Chihuahua Campus Ciudad Juárez (UACH)
  - Universidad Tecnológica de Ciudad Juárez (UTCJ)
  - Universidad Tecnológica Paso del Norte (UTPN)
  - Normal Superior José E. Medrano
- Universidades privadas
  - Instituto Tecnológico y de Estudios Superiores de Monterrey Campus Ciudad Juárez (ITESM)
  - Universidad Tec Milenio Campus Ciudad Juárez (Tec Milenio)
  - Universidad Americana del Noreste Campus Ciudad Juárez (UANE)
  - Instituto Teresiano de Estudios Superiores (ITES)
  - Universidad Interamericana del Norte Campus Ciudad Juárez (UIN)
  - Universidad Regional del Norte Campus Ciudad Juárez (URN)
  - Universidad Autónoma de Durango Campus Ciudad Juárez (UAD)
  - Centro de Estudios Superiores del Norte (CESN)
  - Centro Universitario de Ciudad Juárez (CU)
  - Universidad Cultural Campus Ciudad Juárez (UC)
  - Instituto de Estudios Superiores Adela de Cornejo
  - Instituto Politécnico de la Frontera
  - Instituto Superior de Ciencias de Ciudad Juárez (ISCCJ)

## Hospitales
- Hospital Ángeles Ciudad Juárez S.A. de C.V.: Tomás Fernández 9371, Campos Eliseos.
- Hospital Star Médica: paseo de la Victoria y Teófilo Borunda 4370, Partido Iglesias.
- Hospital Poliplaza Médica: Pedro Rosales de León 7510, Seminario.
- Hospital de la Familia (FEMAP): avenida Malecón 788, Colonia Centro.
- Instituto Chihuahuense de la Salud (ICHISAL): paseo Triunfo de la República 2401, Partido M Doblado.
- Centro Médico de Especialidades De Cd Juárez S.A de C.V: Las Américas 201, Margaritas.
- Hospital Médica Sur de Ciudad Juárez s. de R.L de C.V: Ejército Nacional 6325, Los Portales.
- Hospital General del IMSS n.º 66: Fracc., calle Ramón Rayón, calle Eduarda Barbachano 951,
- Hospital General del IMSS n.º 35: Valentín Fuentes 2582, Casas Grandes Infonavit.
- Hospital General del IMSS n.º 6: Anillo Envolvente Pronaf 3970, Zona Pronaf.
- Pensiones Civiles del Estado de Chihuahua, Delegación Ciudad Juárez.
- Hospital General del ISSSTE: Envolvente Conjunto Pronaf n.º 4, Ana Elena Auza.

## Transporte
Público
- Líneas de Juárez
- Línea 2 Lázaro
- Línea Oriente Poniente
- Línea Valle de Juárez (Porvenir, San Francisco, Villarreal y Riveras, está última ahora como alimentadora del BRT 3)
- Línea Universitaria
- Línea 1-A (Morelos, Express y Unitec)
- Línea 1-B
- Línea 2-B
- Línea 3-A
- Línea 3-B
- Línea 5-A
- Línea 5-B (y su ramal prémium)
- Línea 7
- Línea 8-A
- Línea 8-B
- Línea 10
- Línea Poniente Sur
- Línea Juárez-Zaragoza (y su ramal Villarreal)
- Línea Juárez-Aeropuerto
- Línea Permisionarios Unidos (Lomas)
- Línea Juárez-Bus Oasis
- Línea Interdependencias Plus
- Juárez Bus (BRT)
- Taxi

Privado
- Uber
- Kawi-Driver
- Cabify
- DIDI
- InDriver

Foráneo
- Ómnibus de México (servicio plus)
- Ómnibus Mexicanos (servicio vip)
- Ómnibus en la comarca
- Transportes Chihuahuenses (servicio select)
- Futura (servicio select)
- Elite
- Rápidos Cuauhtémoc
- Rojo de los Altos
- Valle del Guadiana
- Greyhound
- Transportes Del Norte (Senda Diamante)
- Limousines de México

### Carreteras
Ciudad Juárez se encuentra comunicada con el resto del país por dos carreteras principales:
- Carretera Federal 2.
- Carretera Federal 45.

La carretera federal 2 es el eje de la frontera norte que comienza en la ciudad de Tijuana, Baja California y concluye en su primer tramo en El Porvenir, Chihuahua, esta carretera comunica a Ciudad Juárez además de con estas poblaciones, con Nuevo Casas Grandes, Janos y Puerto Palomas hacia el oeste, y con San Agustín Valdivia, Guadalupe, Práxedis G. Guerrero y El Porvenír hacia el sureste. Esta carretera se encuentra en la zona sur de la zona urbana, originalmente no entraba en ella, sin embargo el crecimiento poblacional la ha integrado en la ciudad, se cruza con la Carretera Federal 45 en la antiguamente denominada "Glorieta de Cuatro Caminos" en la entrada de la ciudad. El bulevar Óscar Flores de Ciudad Juárez recibe el nombre común de "Carretera a Casas Grandes" debido a que era la salida de la ciudad hacia ésta carretera.
La carretera federal 45 es la principal vía de comunicación de Ciudad Juárez con el estado de Chihuahua y con el resto del país. Uno de sus extremos se encuentra en esta ciudad y continúa hacia el sur hasta la ciudad de Ixmiquilpan, Hidalgo; une a Ciudad Juárez con la capital del estado, Chihuahua, además de poblaciones más cercanas como Samalayuca y Villa Ahumada, cuyo intercambio comercial con Ciudad Juárez es intenso.

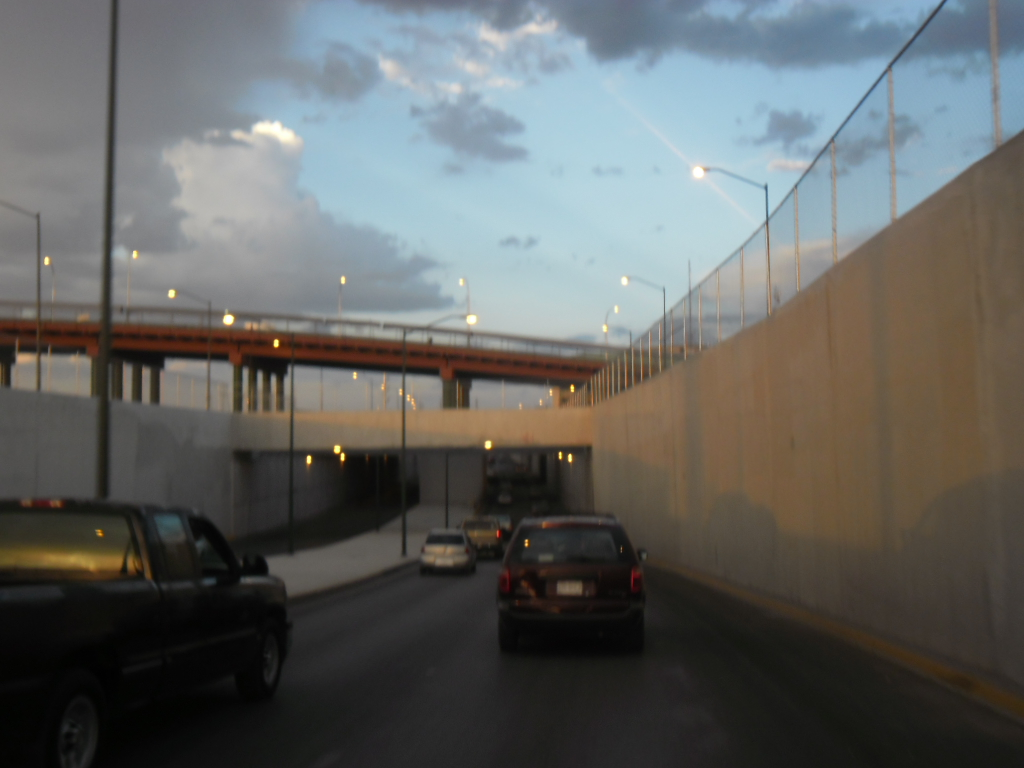
Túnel situado debajo del Puente Internacional Paso del Norte, sobre el Periférico H. Colegio Militar.

### Cruces internacionales
En la zona urbana:

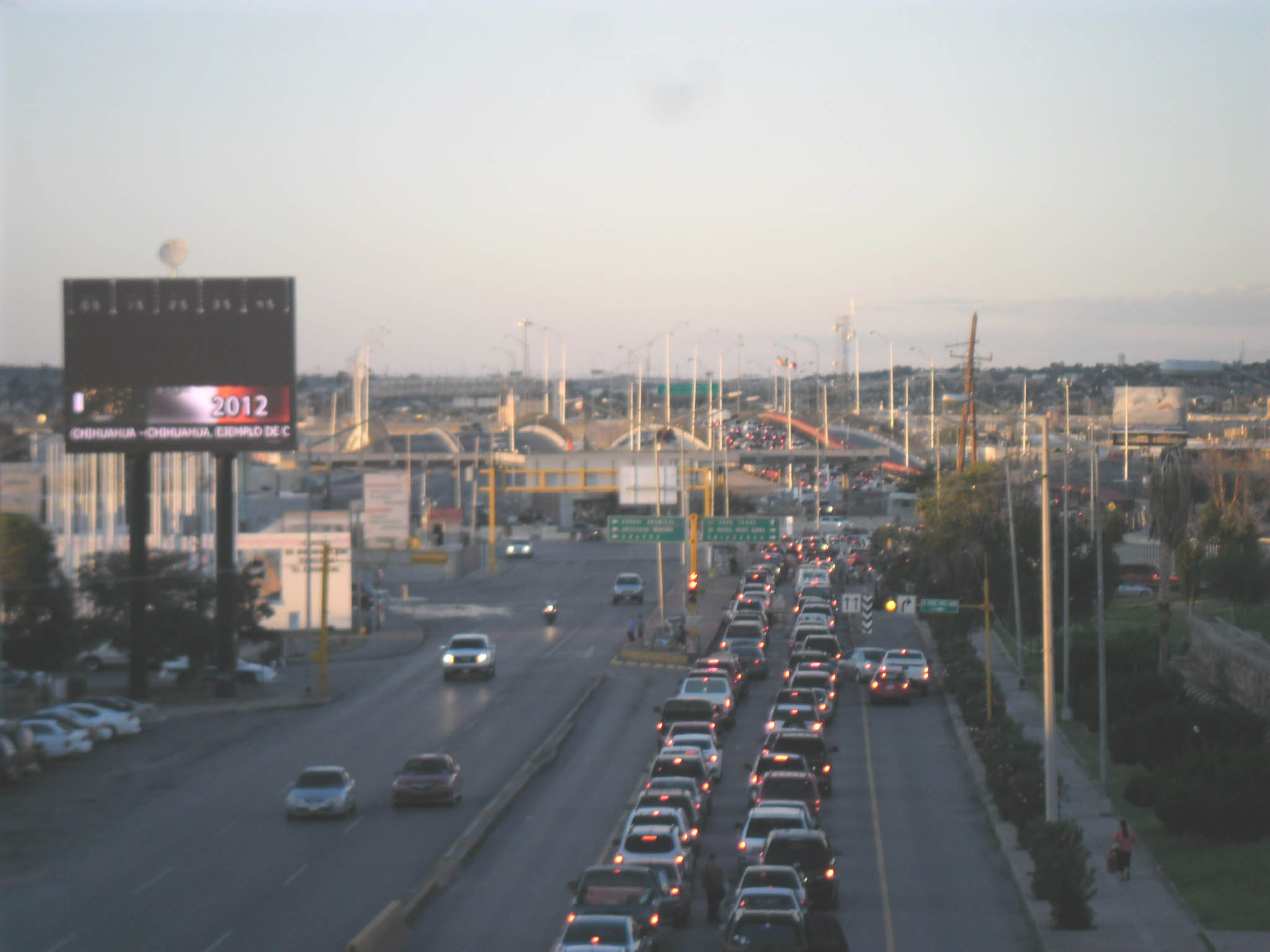
Puente Internacional Córdova de las Américas

- Puente Internacional Paso del Norte / El Paso Paso del Norte (PDN) Port of Entry. Ubicado en el centro histórico de la ciudad, une la avenida Juárez en Juárez, con la calle El Paso en El Paso; tiene un sentido de circulación únicamente de México a Estados Unidos.
- Puente Internacional Reforma / El Paso Stanton Street Port of Entry. Igualmente ubicado en el centro histórico de la ciudad, une la avenida Lerdo en Juárez con la calle Stanton en El Paso, su sentido de circulación es únicamente de Estados Unidos hacia México, siendo la contraparte del Paso del Norte.
- Puente Internacional Córdova de las Américas / El Paso Bridge Of The Americas (BOTA) Port of Entry, conocido como el Puente Libre y considerado uno de los cruces internacionales más importantes y concurridos en la frontera México/E.U. y en el mundo. Ubicado en El Chamizal, une la avenida Abraham Lincoln en Juárez, con la Interestatal 110 en El Paso, y conecta con la importante interestatal 10 de trazado este a oeste (costa a costa).
- Puente Internacional Zaragoza / El Paso Ysleta Port of Entry. Une la avenida Waterfill en Juárez con la avenida Zaragoza en El Paso, en específico une los suburbios de Zaragoza e Ysleta, conurbados con Ciudad Juárez y El Paso, respectivamente.
- Cruce Internacional San Jerónimo / Santa Teresa Port of Entry, a 17 km al oeste de la ciudad fuera de la mancha urbana. Es el único cruce internacional que conecta el municipio de Juárez al estado de Nuevo México, con el condado de Doña Ana, haciendo más fácil el cruce a Estados Unidos de viajeros provenientes de fuera de la ciudad, como de la ciudad de Chihuahua o de la ciudad de Nuevo Casas Grandes, evitando tener que transitar por las concurridas arterias de la ciudad.

En las poblaciones del estado de Chihuahua próximas a Ciudad Juárez, existen cinco cruces fronterizos oficiales más, que son:
- Puente Internacional Doctor Porfirio Parra / Tornillo Port of Entry, también conocido como Caseta, 25 km al este de la ciudad; une la población de Doctor Porfirio Parra, municipio de Guadalupe, con la localidad de Tornillo, condado de El Paso, Texas.
- Puente Internacional Porvenir / Fort Hancock Port of Entry, a 69 km al este de la ciudad; une la localidad de El Porvernir, municipio de Práxedis G. Guerrero, con la localidad de Fort Hancock, condado de Hudspeth, Texas.
- Cruce Internacional Palomas / Columbus New Mexico Port of Entry, 133 km al oeste de la ciudad; une la localidad de Puerto Palomas, municipio de Ascensión, con la localidad de Columbus, condado de Luna, Nuevo México.
- Cruce Internacional El Berrendo / Antelope Wells Port of Entry, 284 km al oeste de la ciudad; une la localidad de El Berrendo, municipio de Janos, con la población de Antelope Wells, condado de Hidalgo, Nuevo México.
- Puente Internacional Ojinaga / Presidio Texas Port of Entry, 405 km al sureste de la ciudad, une la ciudad de Ojinaga, municipio de Ojinaga, con la ciudad de Presidio, condado de Presidio, Texas.

### Ferrocarril
- Hacia el sur existen dos líneas ferroviarias, una que lleva a la ciudad de Chihuahua, y otra que lleva a la ciudad de Nuevo Casas Grandes.
- Hacia el norte existen dos líneas ferroviarias que cruzan el Río Bravo y comunican la ciudad con los Estados Unidos.

### Aeropuerto
El Aeropuerto Internacional Abraham González es la terminal aérea que da servicio a Ciudad Juárez, se encuentra localizado en la zona sur de la ciudad sobre la Carretera Panamericana, en el operan líneas aéreas nacionales: Aeroméxico, Aeroméxico Connect, Volaris y Viva, que ofrecen vuelos directos hacia Chihuahua, Monterrey, Guadalajara, Ciudad de México, Puerto Vallarta, Cancún, León, Hermosillo y Tijuana.

### Sistema de Transporte BRT

#### Inauguración
Finalmente, y gracias a la planificación, control y administración del Gobierno Municipal en conjunto con la empresa Integradora de Transporte de Juárez (INTRA) y algunas otras dependencias municipales, a finales de 2013 fue inaugurado el ya oficialmente llamado ViveBús Ciudad Juárez, específicamente el 30 de noviembre. Ese día, según diversos medios, dio inicio una nueva parte de la historia de Ciudad Juárez, ya que por primera vez se implementaría un servicio de transporte público que brindara la calidad y eficiencia que la ciudadanía juarense merecía desde décadas atrás.

#### Características
Dentro de las 5 rutas o líneas contempladas dentro del ViveBús Ciudad Juárez, actualmente está terminada y en funcionamiento la primera. Esta primera línea es oficialmente llamada Presidencia-Tierra Nueva, la cual cuenta con 34 estaciones, siendo 10 de ellas dobles; distribuidas a lo largo del norte y sur de la ciudad, empezando sobre la Av. Francisco Villa, siguiendo su camino hacia el Eje Vial Norte-Sur, en el cruce con el Blvd. Zaragoza gira hacia el este, sigue por el bulevar mencionado continuando el camino, hasta finalizar en el cruce con la Av. Independencia y paso elevado de la Carretera Federal 2.

### Transborde
Desde el siglo XIX existía un sistema de transporte especializado en trasladar pasajeros desde Juárez a El Paso, o en ese entonces (1881) siendo El Paso del Norte, para cruzar el Río Bravo.
En los años siguientes, ya divididas las dos ciudades, se crearía el primer sistema de transporte binacional utilizando tranvía. Ese sistema de transporte seguiría funcionando con éxito hasta la década de los 70. Sin embargo, fue en 1974 cuando este sistema de transporte de tranvía se volvería obsoleto.
En años más recientes, se vio la necesidad de crear nuevamente un sistema de transporte especializado en trasladar pasajeros de una ciudad a otra, esto, por el rápido crecimiento demográfico presente en ambas ciudades, e igualmente, por las dificultades presentes para cruzar hacia el otro país, como largos tiempos de espera, entre otros aspectos.
Así es como vuelve a renacer el transporte binacional en la región fronteriza. Este nuevo sistema es denominado Transborde, el cual cuenta con una flotilla de camiones de reciente modelo, y estos a su vez, cuentan con clima, entre otros beneficios. Estas unidades cuentan con una capacidad de hasta 80 pasajeros. Obviamente, este sistema de transporte tiene costo, sin embargo actualmente se cuestiona si el paso de pasajeros seguiría teniendo un costo, ya que la operación de los puentes internacionales dejan a la Municipalidad de El Paso entre nueve y diez millones de dólares. Igualmente, se está definiendo qué tipo de documento inteligente presentarían los usuarios de dichos autobuses en las 2 ciudades para identificarse.
Gracias a este sistema de transporte se ha permitido el paso de 1,200 a 1,500 vehículos por hora con una velocidad de 40 a 50 millas por el mismo tiempo.

## Deporte
- Equipos de fútbol publicados en el Heraldo de Ciudad Juárez, Chihuahua.
  - Bravos de Juárez de la Primera División de México
  - Bravas de Juárez de la Primera División Femenil de México.
  - Cobras Futbol Premier de la Tercera División de México.
  - F.C. CEPROFFA de la Tercera División de México.
  - La Tribu de Cd. Juárez de la Tercera División de México.
- Equipos de béisbol
  - Indios de Juárez de la Liga Estatal de Chihuahua.
- Equipos de baloncesto
  - Indios de Ciudad Juárez de la Liga de Básquetbol Estatal de Chihuahua.
  - Indomables de Cd. Juárez en la Liga de Básquetbol Estatal de Chihuahua.
  - Salvajes de Juárez [Liga Chihuahua y CIBAPAC]
- Equipos de Fútbol americano
  - Jefes de Ciudad Juárez en la Liga de Fútbol Americano Profesional de México.
- Equipos locales de Ciclismo de Ciudad Juárez, Chihuahua según los datos arrojados por la red social y GPS,Strava.
  - Chupacabras 100 K.M. (Inactivo 2014)
  - Intense Cycling Team.
  - Gosth Cyclery Team.
  - Bandidos Cycling Team.
  - Sabarruteando.
  - Rhinos Lima Bike Team.
  - Chamizos
  - Mozketeros.
  - Spartans M.T.B. Juárez.
  - TPI Composites.
  - Conejos Juárez M.T.B.
  - Carajillos Cycling Team.
  - Zopilotes Team.
  - JRZ BIKE RUNNERS.
  - Wong Tacx Riders
  - Crazy Cat Cyclery.
  - Soles de Ciudad Juárez (infantil)
- Otros equipos:
  - Comité Municipal de Pesca Deportiva Cd. Juárez.
  - Doberman de Juárez (Equipo de hockey sobre hielo)
- Estadios
  - Estadio Olímpico "Benito Juárez" de la UACJ (Fútbol-Usos múltiples) (FC Juárez); capacidad: 19,703 personas
  - Estadio Juárez (Béisbol) (Indios de Juárez) Capacidad: 15,000 personas
  - Estadio Carta Blanca (Béisbol) Capacidad: 5,000 personas
  - Estadio Jaime Canales Lira (Béisbol) Capacidad: 4,500 personas
  - Estadio 20 de Noviembre (Fútbol) (F.C. CEPROFFA), (Cobras Futbol Premier), (La Tribu de Cd. Juárez); capacidad: 5,000 personas.
  - Campo Guillermo Chucus Olascoaga (Fútbol americano); capacidad: 2,000 personas.
- Eventos deportivos nacionales:
  - Universiada Nacional 2022, anfitrión: Universidad Autónoma de Ciudad Juárez
  - Aventura en Dunas. (Festival realizado anualmente en las Dunas de Samalayuca, en el cual se llevan a cabo competencias de diversos deportes extremos, por ejemplo motocross y sandboard, entre muchos otros).
- Eventos deportivos internacionales:
  - Maratón Internacional de Juárez (Competencia realizada de manera anual)
  - (2011) Sede de la X Copa Panamericana de Voleibol. Ganador:  Brasil
  - (2012) Sede de la XI Copa Panamericana de Voleibol. Ganador:  Estados Unidos
  - Carrera Chupacabras 100 km. (Competencia realizada de manera anual)

## Religión
La población es mayoritariamente católica, con un creciente número de protestantes evangélicos (entre ellos cristianos reformados, bautistas, presbiterianos, pentecostales, carismáticos y metodistas).
Además, cerca del 9 % pertenece a otros grupos dentro de la cristiandad que no se consideran como protestantes debido a su negación de la doctrina de la Trinidad: Testigos de Jehová y Pentecostales unicitarios como ejemplares, o en caso de La Iglesia de Jesucristo De los Santos de los Últimos Días, basen sus creencias en una restauración literal.

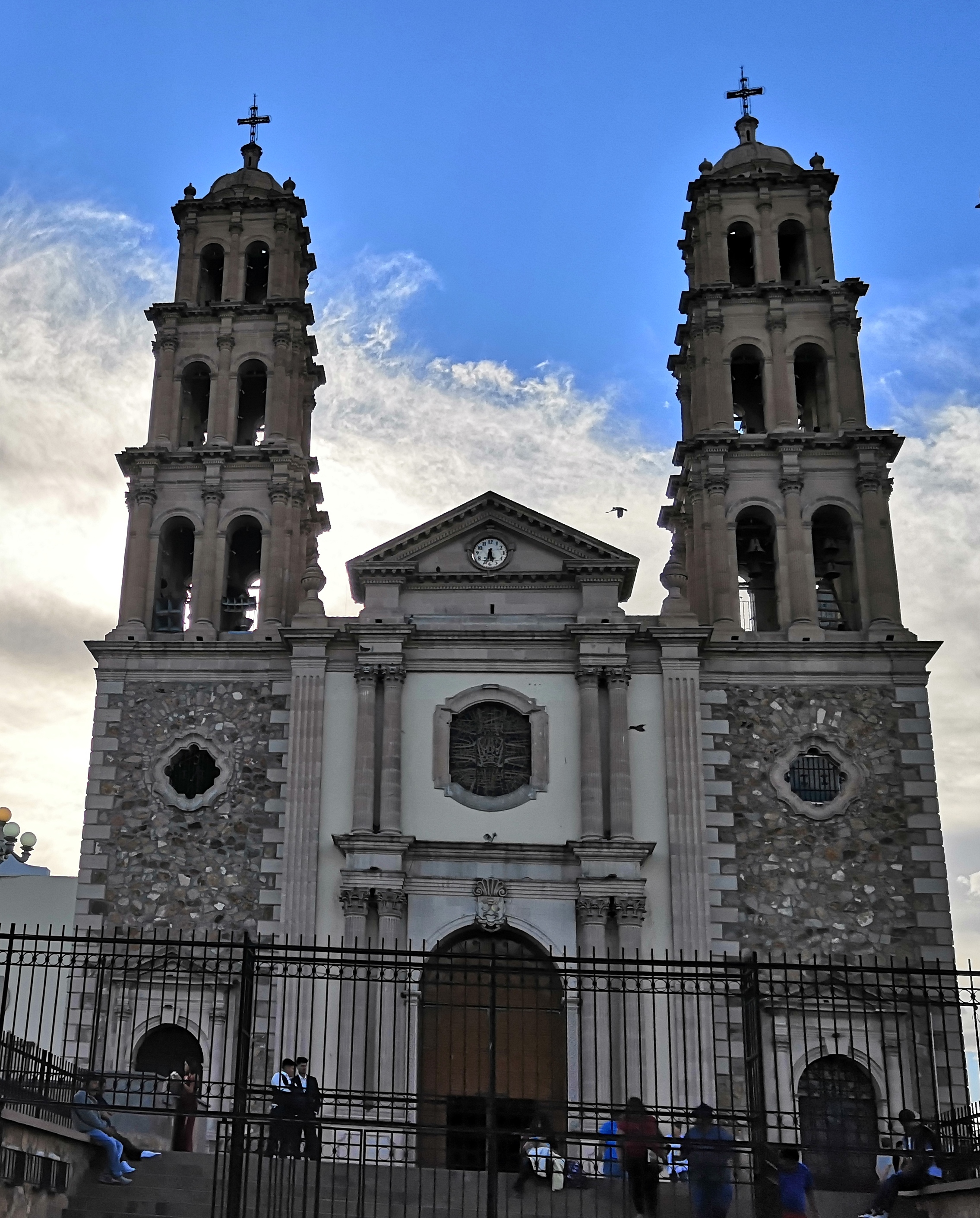
Vista frontal de la Catedral de Ciudad Juárez

La ciudad es sede de varios centros religiosos importantes en México y Latinoamérica para distintas comunidades de fe. Para la Iglesia católica, la ciudad es la sede de la diócesis de Ciudad Juárez que fue creada en 1957 con territorio tomado de la Arquidiócesis de Chihuahua de la que es sufragánea. En la actualidad, la diócesis la integran los municipios de Ahumada, Guadalupe, Práxedis G. Guerrero y Juárez, estando su sede en la Casa de Gobierno Eclesiástico. Desde 2014 su obispo es José Guadalupe Torres Campos. Para las iglesias reformadas, la ciudad es sede de la Iglesia Cristiana Gracia Soberana de Cd. Juárez (perteneciente al grupo de iglesias de Sovereign Grace Ministries). Para las iglesias dentro del Movimiento carismático, la ciudad es sede del Centro Cristiano Vino Nuevo (considerada una de las iglesias neo-pentecostales con mayor influencia en la República Mexicana). Asimismo, para la Iglesia de Jesucristo de los Santos de los Últimos Días (mormones), la ciudad es sede del Templo de Ciudad Juárez.

## Crimen y seguridad
La actividad criminal en el área metropolitana de Ciudad Juárez se ha incrementado de manera dramática desde el auge de las maquiladoras y especialmente desde el establecimiento del Tratado de Libre Comercio de América del Norte en 1994, dos factores que atrajeron tanto el comercio internacional como a muchas mujeres jóvenes y sus familias en busca de mejores oportunidades laborales y económicamente más favorables. La violencia contra las mujeres ha aumentado mucho en los últimos veinte años, desde principios de los noventa ha habido aproximadamente seiscientos feminicidios y al menos tres mil mujeres desaparecidas. La escalada de violencia entre clanes enfrentados, Cártel de Sinaloa y Cártel de Juárez, han elevado el nivel de violencia desde la primera década del siglo XXI.
El Departamento de Policía de Ciudad Juárez tenía un número de aproximadamente ochocientos miembros en septiembre de 2008, tras la reducción de aproximadamente un tercio del número por diversas razones, aunque el objetivo era doblar el número de miembros. Los ciudadanos amenazaron con tomar cartas en el asunto para reducir el número de actos violentos razón por la cual el gobierno manifestó sus temores ante la aparición de fenómenos como las patrullas ciudadanas que solo contribuirían a aumentar la inestabilidad y la violencia. En respuesta al aumento de la violencia se aumentó la presencia de las Fuerzas Armadas de México y la Policía Federal. En marzo de 2009 había al menos cuatro mil quinientos soldados y policías federales. En agosto de 2009 se aumentó este número a siete mil quinientos Policías Federales. Durante el año 2009 hasta este aumento de tropas el nivel de asesinatos en Ciudad Juárez era el más alto del mundo aventajando a Caracas y Nueva Orleans (segundo y tercero) en más del 25%. La tasa era de ciento treinta asesinatos por cada cien mil habitantes. El periodista Charles Bowden, en un artículo en agosto de 2008 en la revista GQ, escribió que “muchos factores, incluyendo violencia por drogas, corrupción gubernamental y pobreza han dado lugar a una atmósfera desordenada y sin espíritu que sumerge a toda la ciudad.

### Violencia de los carteles de la droga
En 2008 ocurrieron más de mil cuatrocientos asesinatos y más de tres mil quinientas muertes relacionados con la droga en el mismo periodo en 2010.
La población de Ciudad Juárez ha tenido que cambiar su rutina diaria y muchos intentan permanecer en casa en las horas nocturnas. La vida pública está casi paralizada por el miedo a ser secuestrado o alcanzado por una bala perdida. El 20 de febrero de 2009 el Departamento de Estado de los Estados Unidos envió una alerta que decía que “las autoridades mexicanas informan que más de mil ochocientas personas han sido asesinadas desde enero de 2008." El 12 de marzo de 2009 la policía encontró al menos siete cuerpos parcialmente enterrados en las afueras de la ciudad cerca del borde entre México y Estados Unidos. Se encontraron cinco cabezas en cajas con hielo con notas dirigidas a los clanes de droga rivales.
En septiembre de 2009, dieciocho pacientes de un centro de rehabilitación de drogodependientes llamado “El Aliviane” fueron masacrados en una reyerta entre bandas rivales, las víctimas fueron puestas en fila en un pasillo y se les disparó.
Plagada por la corrupción y por el asesinato de muchos de sus oficiales, el gobierno pelea por mantener la fuerza policial mientras muchos abandonan el servicio por miedo a ser posibles objetivos. Gran parte de la violencia en la ciudad se debe a la violencia entre pandillas, ya que los cárteles contratan a estas últimas como sicarios, en especial las pandillas conocidas como Los Aztecas y Los Mexicles.[cita requerida] Arturo Sandoval, portavoz de la Fiscalía General del estado de Chihuahua, reconoció que en febrero de 2011 se está viviendo "la peor violencia de todo el año", con 53 personas asesinadas en 72 horas.
Para finales de 2012, los homicidios relacionados con el crimen organizado se habían reducido en un 92 %. En la mayoría de los meses de 2013, se registró, igualmente, una importante reducción en la cantidad de homicidios dolosos, pasando de registrar 10 ejecuciones diarias aproximadamente durante el sangriento periodo de 2008-2012, a registrar esa misma cantidad de homicidios durante el transcurso de semanas, e incluso meses, aproximadamente.[cita requerida]

### Feminicidios
La violencia contra las mujeres ha aumentado mucho en los últimos veinte años, desde principios de los noventa ha habido aproximadamente seiscientos feminicidios y al menos 3000 mujeres desaparecidas. En 2010, el número de asesinatos de ambos sexos fue de 3100.
Sus cuerpos muchas veces son tirados al vertedero o a solares. Adicionalmente organizaciones a nivel local han informado que cuatrocientas más permanecen en paradero desconocido. A pesar de la presión local para atrapar a los asesinos y de haber localizado a sospechosos, no se resuelve el problema. Estas asociaciones, en su mayoría civiles, han ido incrementando de manera importante, algunas de ellas son iniciadas por los mismos familiares de las víctimas.
A causa de la violencia contra la mujer se han creado múltiples asociaciones de apoyo, entre las más destacadas están: Caminantes Unidos A.C., Casa de la Sal, Casa Hogar del Refugio, Casa Hogar las Mercedes y católicas por el Derecho a Decidir, A.C.

### Descenso de los índices delictivos
Desde mediados de 2012, y durante todo el año de 2013 se notó un drástico descenso en los índices delictivos, principalmente en la cuestión de homicidios, secuestros y extorsiones. Estadísticamente, la ciudad pasó de registrar, en su racha más violenta, más de 50 homicidios en solo 72 horas, a no registrar homicidio alguno durante periodos de aproximadamente una semana. De igual manera, referente a registros mensuales, la ciudad pasó de registrar nuevamente en su racha más violenta, más de 200 homicidios por mes, a registrar en su temporada más segura, tan solo 38 homicidios mensuales. Con estos datos, se pudo afirmar que los homicidios relacionados con el crimen organizado se habían reducido en un 80 %. Así mismo, se han notado considerables descensos en otros ámbitos delictivos, como lo son el secuestro y extorsión reduciéndose en un 70 %, los robos con violencia en un 40 % y los mismos sin violencia en un 90 %.
Estos datos hacen notar un marcado contraste en los índices delictivos del año más sangriento, y el más seguro; 2010 y 2013, respectivamente.

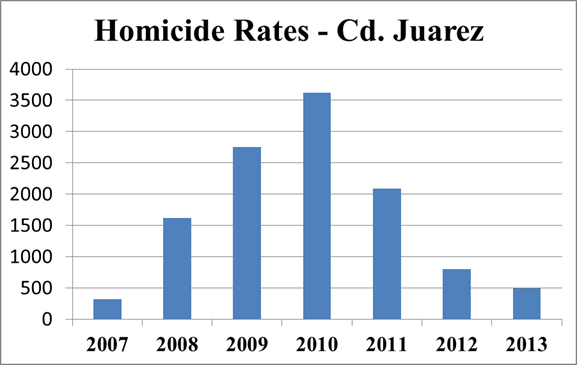
Gráfica proporcionada por el sitio web InSightCrime.org, la cual muestra la notable reducción de los homicidios relacionados al crimen organizado en el año de 2013.

Si bien, estas cifras que marcan un notado descenso en la violencia no son las mejores; para la violenta temporada que la ciudad vivió durante los años de 2008 a 2012 son una señal de esperanza para los juarenses, y quizá, un respiro, ya que según los ciudadanos, es un indicio de que en un futuro cercano, volverá la 'Ciudad Juárez' en la que ellos vivían con tranquilidad y felicidad.
Según diversas fuentes, este notable mejoramiento de la seguridad en la frontera se puede relacionar a las estrictas medidas para combatir la seguridad implementadas por los tres niveles de gobierno, los cuales, resultaron un éxito. Sin embargo, algunos medios especulan que, el descenso de los índices delictivos no se deben en su totalidad a las acciones realizadas en conjunto por las tres esferas de gobierno, sino, al control de la plaza obtenido por algún cártel de la droga.
Gracias a la mejoría de seguridad y al éxito obtenido por las acciones implementadas en contra de la violencia, la ciudad ha sido reconocida tanto nacional como internacionalmente, por ejemplo, en diciembre de 2013, la Organización de las Naciones Unidas destacó la baja de violencia en la ciudad, de igual manera, los gobiernos estatales han considerado aplicar la estrategia de seguridad implementada en Juárez para combatir a los cárteles de la droga, especialmente en el estado de Michoacán, que desde 2013 ha ido registrando un importante incremento en la violencia. Asimismo, recientemente, la ciudad se logró ubicar en el puesto número 37 de las ciudades más violentas del planeta, en el cual, en un año bajó 18 peldaños en la tabla, al pasar del sitio 19 al 37 en el ranquin que realiza el Consejo Ciudadano para la Seguridad Pública y Justicia Penal Asociación Civil, con el monitoreo universal del comportamiento de los homicidios.
El estudio anual de dicha asociación civil, señala que de ubicarse Juárez en primer lugar en forma consecutiva en los años 2008, 2009 y 2010 pasó al segundo lugar en el 2011 y a la posición 19 en el reporte del 2012, mientras que en el 2013 ocupó el lugar 37 de entre las 50 localidades más violentas del mundo. El estudio posiciona a la ciudad de San Pedro Sula, en Honduras, como la más violenta de entre las 50, por tercer año consecutivo, con una tasa de 187 homicidios por cada cien mil habitantes contra una tasa de 37,59 homicidios por cada cien mil habitantes, de Juárez.

## Medios de comunicación

### Prensa
En la ciudad son publicados diarios de ámbito local, tales como El Diario, El Mexicano, Juárez Hoy y PM. El periódico Norte de Ciudad Juárez cerró su edición impresa el 2 de abril luego del asesinato de la periodista Miroslava Breach Velducea, y posteriormente cerró su edición digital 3 días después.

### Televisión
El 12 de junio de 2009 los canales de alta potencia de El Paso, Texas, cambiaron la emisión analógica por la digital. El 14 de julio de 2015 los canales de alta potencia de Cd. Juárez, Chihuahua, cambiaron la emisión analógica por la digital.
|  |

#### Televisión digital terrestre
Hasta el día 16 de noviembre de 2021, existen 62 canales de Televisión digital terrestre.
| Canal | Siglas      | Resolución      | Cadena                                 | Ciudad        |
| ----- | ----------- | --------------- | -------------------------------------- | ------------- |
| 1.1   | XHCJE-TDT   | HD 1080i        | Azteca Uno                             | Ciudad Juárez |
| 1.2   | XHCJE-TDT   | SD 480i         | ADN 40                                 | Ciudad Juárez |
| 2.1   | XEPM-TDT    | HD 1080i        | Las Estrellas                          | Ciudad Juárez |
| 2.2   | XEPM-TDT    | HD 720p         | Las Estrellas El Paso                  | Ciudad Juárez |
| 3.1   | XHCTCJ-TDT  | HD 1080i        | Imagen Televisión                      | Ciudad Juárez |
| 3.4   | XHCTCJ-TDT  | SD 480i         | Imagen Multicast                       | Ciudad Juárez |
| 4.1   | KDBC-DT     | HD 1080i        | CBS                                    | El Paso       |
| 4.2   | KDBC-DT2    | HD 720p         | TBD / MyNetwork TV                     | El Paso       |
| 4.3   | KDBC-DT3    | SD 480i         | MeTV                                   | El Paso       |
| 4.4   | KDBC-DT3    | SD 480i         | Dabl                                   | El Paso       |
| 5.1   | XHJUB-TDT   | HD 1080i        | Canal 5                                | Ciudad Juárez |
| 6.1   | XHMTCH-TDT  | HD 1080i        | Multimedios                            | Ciudad Juárez |
| 6.2   | XHMTCH-TDT  | SD 480i / Mpeg4 | Milenio Televisión                     | Ciudad Juárez |
| 6.3   | XHMTCH-TDT  | SD 480i         | CV Shopping                            | Ciudad Juárez |
| 6.4   | XHMTCH-TDT  | SD 480i         | ABC Televisión / Canal 28 de Chihuahua | Ciudad Juárez |
| 7.1   | KVIA-DT     | HD 720p         | ABC                                    | El Paso       |
| 7.2   | KVIA-DT2    | HD 1080i        | The CW                                 | El Paso       |
| 7.3   | KVIA-DT3    | SD 480i         | ION                                    | El Paso       |
| 7.4   | KVIA-DT4    | SD 480i         | Azteca América                         | El Paso       |
| 8.1   | XHJCI-TDT   | HD 1080i        | Televisa Ciudad Juárez                 | Ciudad Juárez |
| 8.2   | XHJCI-TDT   | SD 480i         | Foro TV                                | Ciudad Juárez |
| 9.1   | KTSM-DT     | HD 1080i        | NBC                                    | El Paso       |
| 9.2   | KTSM-DT2    | SD 480i         | Estrella TV                            | El Paso       |
| 9.3   | KTSM-DT3    | SD 480i         | Court TV Mystery                       | El Paso       |
| 9.4   | KTSM-DT4    | SD 480i         | Laff                                   | El Paso       |
| 10.1  | XHJUB-TDT   | SD 480i         | NU9VE                                  | Ciudad Juárez |
| 13.1  | KCOS-DT     | HD 1080i        | PBS                                    | El Paso       |
| 13.2  | KCOS-DT2    | SD 480i         | El Paso Community College              | El Paso       |
| 13.3  | KCOS-DT3    | SD 480i         | Create                                 | El Paso       |
| 13.4  | KCOS-DT4    | SD 480i         | City 15                                | El Paso       |
| 14.1  | KFOX-DT     | HD 720p         | FOX                                    | El Paso       |
| 14.2  | KFOX-DT2    | SD 480i         | Comet                                  | El Paso       |
| 14.3  | KFOX-DT3    | SD 480i         | Charge!                                | El Paso       |
| 14.4  | KFOX-DT4    | SD 480i         | Stadium                                | El Paso       |
| 20.1  | XHCJH-TDT   | HD 1080i        | Azteca 7                               | Ciudad Juárez |
| 20.2  | XHCJH-TDT   | SD 480i         | A+                                     | Ciudad Juárez |
| 25.1  | K27OJ-D DT  | HD 1080i        | Voz y Visión TV                        | El Paso       |
| 25.2  | K27OJ-D DT2 | SD 480i         | Teleritmo                              | El Paso       |
| 25.3  | K27OJ-D DT3 | SD 480i         | CCBM WBCC                              | El Paso       |
| 26.1  | KINT-DT     | HD 1080i        | Univisión                              | El Paso       |
| 26.2  | KINT-DT2    | SD 480i         | Grit                                   | El Paso       |
| 26.3  | KINT-DT3    | SD 480i         | LATV                                   | El Paso       |
| 26.4  | KINT-DT4    | SD 480i         | Bounce                                 | El Paso       |
| 26.5  | KINT-DT5    | SD 480i         | Court TV                               | El Paso       |
| 38.1  | KSCE        | HD 720p         | Life                                   | El Paso       |
| 38.2  | KSCE-DT2    | HD 1080p        | Vida                                   | El Paso       |
| 38.3  | KSCE-DT2    | HD 720p         | End of Times                           | El Paso       |
| 38.4  | KSCE-DT3    | SD 480p         | Maxed Life                             | El Paso       |
| 38.5  | KSCE-DT4    | SD 480i         | Bible                                  | El Paso       |
| 44.1  | XHIJ-TDT    | HD 1080i        | El Canal de las Noticias               | Ciudad Juárez |
| 44.2  | XHIJ-TDT    | SD 480i         | El Canal de las Noticias -2 Horas      | Ciudad Juárez |
| 44.3  | XHIJ-TDT    | SD 480i         | Aprende en Casa                        | Ciudad Juárez |
| 44.4  | XHIJ-TDT    | SD 480i         | Intermedia Televisión                  | Ciudad Juárez |
| 48.1  | KTDO-DT     | HD 1080i        | Telemundo                              | Las Cruces    |
| 48.2  | KTDO-DT2    | SD 480i         | Telexitos                              | Las Cruces    |
| 48.3  | KTDO-DT2    | SD 480i         | LX                                     | Las Cruces    |
| 50.1  | XEJ-TDT     | HD 1080i        | XEJ Canal 50 /Canal Once               | Ciudad Juárez |
| 50.2  | XEJ-TDT     | HD 1080i        | Once Niñas y Niños                     | Ciudad Juárez |
| 65.1  | KTFN-DT     | HD 1080i        | UniMás                                 | El Paso       |
| 65.2  | KTFN-DT     | SD 480i         | Justice Network                        | El Paso       |
| 65.3  | KTFN-DT     | SD 480i         | Quest                                  | El Paso       |
| 65.4  | KTFN-DT     | SD 480i         | Bienestar TV                           | El Paso       |

#### Televisión de pago
- Izzi
- SKY México (con una subdivisión que es VeTV)
- Dish México
- Totalplay

### Radio
En Ciudad Juárez se reciben 54 señales de radio, de las cuales 29 son en frecuencia modulada, y 25 en amplitud modulada. Algunas de ellas son originadas en Estados Unidos de América.
Asimismo, existen 8 estaciones de radio por internet.
- Two radio - 64 kbps. Transmite rock, metal, ska y reggae, bandas locales.
- Quinmedia Online - 112 kbps. Transmite música cristiana.
- Tu radio VIP - 64 kbps. Transmite música pop y música popular.
- Livox Radio - Transmite rock, pop, jazz y talento local.
- Radio Fusión - Transmite rock, heavy metal, power metal y black metal, bandas locales.
- Prendete Radio - 320 kbps. Transmite pop, varios géneros, bandas locales.
- Indie transmite rock independiente, ska, reggae, electrónica, jazz fusión y funk.
- Radio Sin Nombre 89.9 Online - Transmite música de todo el mundo, de todo género musical y de todos idiomas existentes a través de la frecuencia 89.9 FM de la colonia partido romero y también por la web.

## Presidentes municipales
Véase Anexo:Presidentes municipales de Ciudad Juárez

## Ciudades hermanas
Ciudad Juárez ha establecido acuerdos de hermanamiento con las siguientes ciudades:
- Jerez de la Frontera, España (1998)[71]
- El Paso (2002)
- Ciudad de México (2004)
- Tijuana, México (2006).[72][73]
- Chapala, México (2010)[74]
- Boca del Río, México (2012).[75]
- Tequila, México (2013).[76]
- Monterrey, México (2014).[77][78][79]
- Saltillo, México (2014).[77][78][79]
- Heroica Matamoros, México (2014).[77][78][79]
- Reynosa, México (2014).[77][78][79]
- México Gómez Palacio (2014)[77][78][79]
- Ciudad Lerdo, México (2014).[78][79]
- Culiacán, México (2014).[77][78][79]
- Los Mochis, México (2014).[77][78][79]
- Chihuahua, México (2014).[77][78][79]
- Tepic, México (2014).[77][78][79]
- Mazatlán, México (2014).[77][78][79]
- Tecomán[80]
- Juazeiro[80]
- Chihuahua[80]
- Puerto Peñasco
- Nuevo Casas Grandes
- Poza Rica
- San Diego
- Colton
- Las Cruces
- Zaragoza
- Berlín
- La Habana
- Dallas
- Los Ángeles

### Convenios
- Morelia, México (2017).[81][82]
- Guadalajara, México (2018)[83]